# 1993 год
1993 (ты́сяча девятьсо́т девяно́сто тре́тий) год  по григорианскому календарю — невисокосный год, начинающийся в пятницу. Это 1993 год нашей эры, 3‑й год 10‑го десятилетия XX века 2‑го тысячелетия, 4‑й год 1990‑х годов. Он закончился 32 года назад.
| Пн | Вт | Ср | Чт | Пт | Сб | Вс |
|    |    |    |    | 1  | 2  | 3  |
| 4  | 5  | 6  | 7  | 8  | 9  | 10 |
| 11 | 12 | 13 | 14 | 15 | 16 | 17 |
| 18 | 19 | 20 | 21 | 22 | 23 | 24 |
| 25 | 26 | 27 | 28 | 29 | 30 | 31 |

| Пн | Вт | Ср | Чт | Пт | Сб | Вс |
| 1  | 2  | 3  | 4  | 5  | 6  | 7  |
| 8  | 9  | 10 | 11 | 12 | 13 | 14 |
| 15 | 16 | 17 | 18 | 19 | 20 | 21 |
| 22 | 23 | 24 | 25 | 26 | 27 | 28 |

| Пн | Вт | Ср | Чт | Пт | Сб | Вс |
| 1  | 2  | 3  | 4  | 5  | 6  | 7  |
| 8  | 9  | 10 | 11 | 12 | 13 | 14 |
| 15 | 16 | 17 | 18 | 19 | 20 | 21 |
| 22 | 23 | 24 | 25 | 26 | 27 | 28 |
| 29 | 30 | 31 |    |    |    |    |

| Пн | Вт | Ср | Чт | Пт | Сб | Вс |
|    |    |    | 1  | 2  | 3  | 4  |
| 5  | 6  | 7  | 8  | 9  | 10 | 11 |
| 12 | 13 | 14 | 15 | 16 | 17 | 18 |
| 19 | 20 | 21 | 22 | 23 | 24 | 25 |
| 26 | 27 | 28 | 29 | 30 |    |    |

| Пн | Вт | Ср | Чт | Пт | Сб | Вс |
|    |    |    |    |    | 1  | 2  |
| 3  | 4  | 5  | 6  | 7  | 8  | 9  |
| 10 | 11 | 12 | 13 | 14 | 15 | 16 |
| 17 | 18 | 19 | 20 | 21 | 22 | 23 |
| 24 | 25 | 26 | 27 | 28 | 29 | 30 |
| 31 |    |    |    |    |    |    |

| Пн | Вт | Ср | Чт | Пт | Сб | Вс |
|    | 1  | 2  | 3  | 4  | 5  | 6  |
| 7  | 8  | 9  | 10 | 11 | 12 | 13 |
| 14 | 15 | 16 | 17 | 18 | 19 | 20 |
| 21 | 22 | 23 | 24 | 25 | 26 | 27 |
| 28 | 29 | 30 |    |    |    |    |

| Пн | Вт | Ср | Чт | Пт | Сб | Вс |
|    |    |    | 1  | 2  | 3  | 4  |
| 5  | 6  | 7  | 8  | 9  | 10 | 11 |
| 12 | 13 | 14 | 15 | 16 | 17 | 18 |
| 19 | 20 | 21 | 22 | 23 | 24 | 25 |
| 26 | 27 | 28 | 29 | 30 | 31 |    |

| Пн | Вт | Ср | Чт | Пт | Сб | Вс |
|    |    |    |    |    |    | 1  |
| 2  | 3  | 4  | 5  | 6  | 7  | 8  |
| 9  | 10 | 11 | 12 | 13 | 14 | 15 |
| 16 | 17 | 18 | 19 | 20 | 21 | 22 |
| 23 | 24 | 25 | 26 | 27 | 28 | 29 |
| 30 | 31 |    |    |    |    |    |

| Пн | Вт | Ср | Чт | Пт | Сб | Вс |
|    |    | 1  | 2  | 3  | 4  | 5  |
| 6  | 7  | 8  | 9  | 10 | 11 | 12 |
| 13 | 14 | 15 | 16 | 17 | 18 | 19 |
| 20 | 21 | 22 | 23 | 24 | 25 | 26 |
| 27 | 28 | 29 | 30 |    |    |    |

| Пн | Вт | Ср | Чт | Пт | Сб | Вс |
|    |    |    |    | 1  | 2  | 3  |
| 4  | 5  | 6  | 7  | 8  | 9  | 10 |
| 11 | 12 | 13 | 14 | 15 | 16 | 17 |
| 18 | 19 | 20 | 21 | 22 | 23 | 24 |
| 25 | 26 | 27 | 28 | 29 | 30 | 31 |

| Пн | Вт | Ср | Чт | Пт | Сб | Вс |
| 1  | 2  | 3  | 4  | 5  | 6  | 7  |
| 8  | 9  | 10 | 11 | 12 | 13 | 14 |
| 15 | 16 | 17 | 18 | 19 | 20 | 21 |
| 22 | 23 | 24 | 25 | 26 | 27 | 28 |
| 29 | 30 |    |    |    |    |    |

| Пн | Вт | Ср | Чт | Пт | Сб | Вс |
|    |    | 1  | 2  | 3  | 4  | 5  |
| 6  | 7  | 8  | 9  | 10 | 11 | 12 |
| 13 | 14 | 15 | 16 | 17 | 18 | 19 |
| 20 | 21 | 22 | 23 | 24 | 25 | 26 |
| 27 | 28 | 29 | 30 | 31 |    |    |

Объявлен ООН Международным годом коренных народов мира.

## События

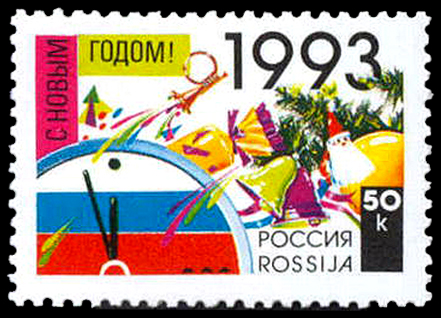
Почтовая марка России, 1993 год

См. также: Категория:1993 год

### Январь
- 1 января:
  - Бархатный развод: Чехословакия мирно распалась на два государства — Чехию и Словакию[2][3];
  - Вступило в силу Соглашение о едином рынке стран-участниц ЕЭС;
  - Начало вещания телеканалов «Северная корона», ТВ-6, BIZ-TV, AMTV и Euronews[4];
  - Россия установила дипломатические отношения с Чехией и Словакией[5][6];
  - В России вступил в действие закон о въезде и выезде, который был принят в СССР в 1991 году, но так и не реализован[7]. Граждане России получили возможность свободно выезжать за рубеж.

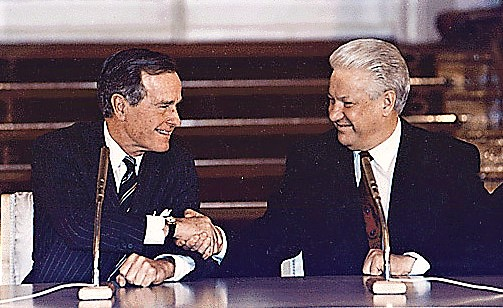
Президенты Джордж Буш и Борис Ельцин на подписании договора об «СНВ-II» в Кремле 3 января 1993 г.

- 3 января — в Москве подписан договор СНВ-II между США и Российской Федерацией. Страны взяли на себя обязательство сократить на две трети число имеющихся у них ядерных боеголовок[2][8].
- 5 января:
  - Война в Абхазии (1992—1993): Началась наступательная операция абхазских войск на Гумистинском фронте. Передовые части вышли к окраинам Сухума, однако дальнейшего успеха развить не удалось[2];
  - У южного берега острова Мейнленд (Шетландские острова) потерпел крушение танкер MV Braer, в результате чего произошла утечка нефти объёмом 84,7 тысяч тонн.
- 6 января — Президент Перу Альберто Фухимори ввёл в стране конституционную форму правления[2].
- 7 января — Боснийская война: отряд боснийских формирований Армии Боснии и Герцеговины во главе с Насером Оричем захватил Кравицу (деревня вблизи города Братунац). Около 1000 человек бежали из окрестностей (Шильковичи, Ежештица, Баневичи). Погибло 49 человек. Деревня Мандичи в общине в ходе нападения была полностью уничтожена.
- 9 января:
  - Гражданская война в Анголе: Правительственные войска в ходе наступления захватили штаб лидера УНИТА Жонаша Савимби в Уамбо[2];
  - Вступила в силу поправка к ст. 71 Конституции РФ — РСФСР 1978 года, разделяющая Чечено-Ингушскую Республику на Ингушскую и Чеченскую Республики[9][10].
- 10 января — в Черногории состоялся второй тур президентских выборов. Президентом был переизбран Момир Булатович[11].
- 12 января — Москва и Санкт-Петербург стали самостоятельными субъектами Российской Федерации и получили статус городов федерального значения[12].
- 13 января:
  - Бывший руководитель ГДР Эрих Хонеккер освобождён из тюрьмы и получил разрешение выехать к жене в Чили (8 февраля он посетил последнее заседание суда)[2];
  - 53-й старт (STS-54) по программе Спейс Шаттл. 3-й полёт шаттла «Индевор». Экипаж — Джон Каспер, Доналд Макмонэгл, Марио Ранко, Грегори Харбо, Сьюзан Хелмс[13].
- 13—15 января — В Париже подписана Конвенция о запрещении разработки, производства, накопления и применения химического оружия и его уничтожении.
- 14 января — Президент США У. Клинтон предложил на должность генерального прокурора Зою Беард, кандидатура которой позже (22 января) была снята самим президентом в связи с тем, что она нанимала на работу незаконно проживающих в стране иммигрантов (5 февраля по этой же причине снялась вторая предложенная Клинтоном кандидатура Кимбы Вуд[англ.])[2].
- 15 января — В США на телеканале NBC вышла в эфир последняя, 2137-я серия сериала «Санта-Барбара»[14].
- 17 января — Ракетный удар США по объектам близ Багдада, считавшимися ядерными[15].
- 18 января — Парламентские выборы на Гаити бойкотировало подавляющее большинство избирателей[2].
- 19 января:
  - В израильском парламенте прошло последнее чтение пакета законов, позволяющих гражданам страны вступать в контакты с представителями Организации освобождения Палестины (21 января лидер ООП Ясир Арафат дал первое интервью израильскому телевидению)[2];
  - Чехия и Словакия приняты в члены ООН[16][17].

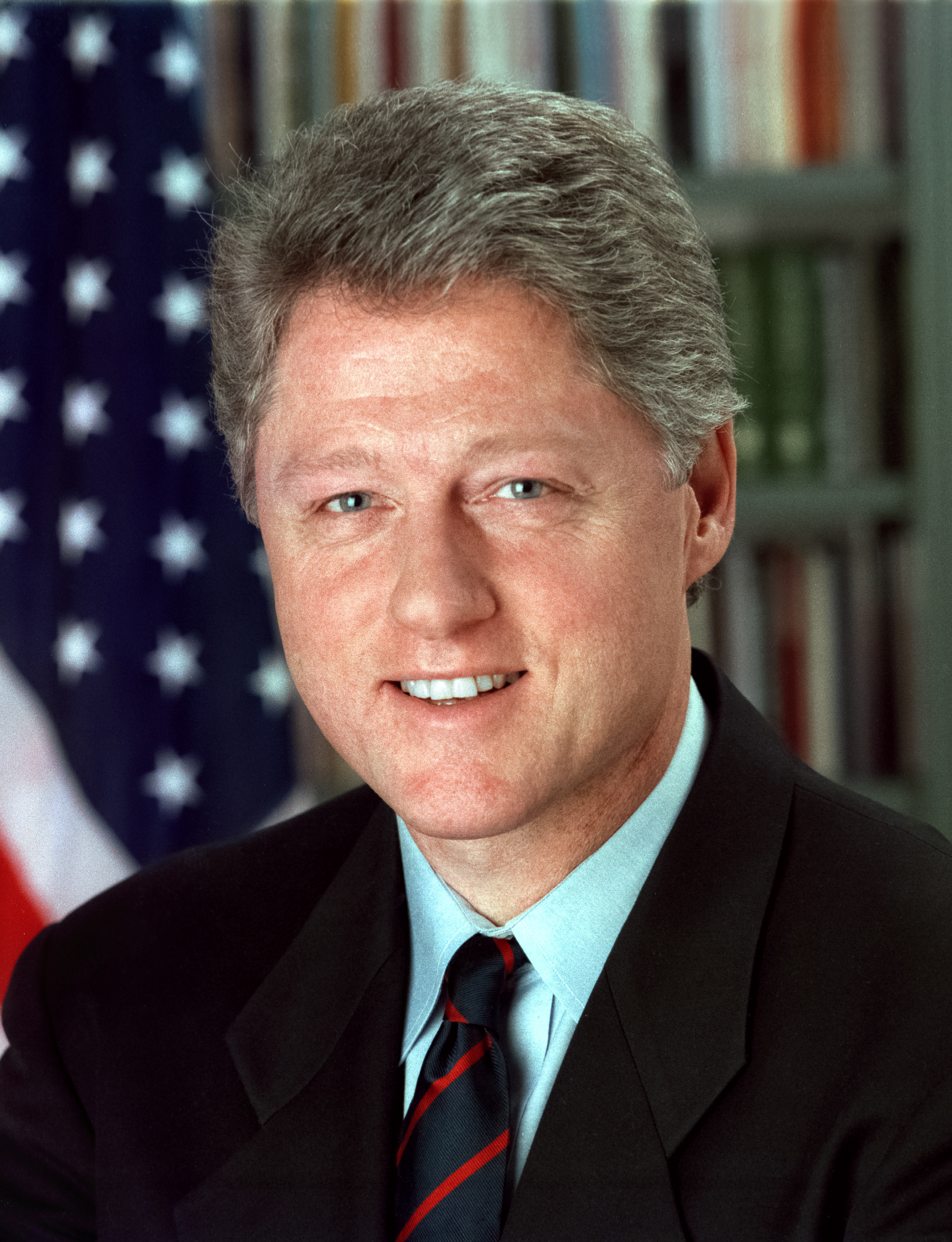
Уильям Джефферсон Клинтон — 42-й президент США.

- 20 января — инаугурация Билла Клинтона на пост президента США. Прекращение полномочий президента Джорджа Буша-старшего.
- 21 января:
  - Президент США У. Клинтон назначил свою жену Хиллари главой специальной комиссии по реформам системы здравоохранения (22 сентября опубликована программа реформ)[2];
  - Президент США У. Клинтон отдал распоряжение министру обороны подготовить приказ об отмене запрета на приём гомосексуалов в армию (28 января он под давлением военных отменил своё решение, но ввёл запрет на опрос вступающих в вооружённые силы относительно их сексуальной ориентации)[2].
- 22 января — В Москве состоялась встреча глав государств СНГ. Руководители семи из девяти государств (кроме Украины и Туркменистана) подписали Устав Содружества[18].
- 22 января—1 февраля — Война в Хорватии: Армией Хорватии проведена операция «Масленица» против вооружённых сил Республики Сербская Краина и направленная на отвоёвывание ранее взятых под контроль сербами территорий к северу от города Задар. Операция закончилась победой хорватских вооружённых сил.
- 23 января — Учредительная конференция Российского Коммунистического Союза молодёжи (РКСМ).
- 24 января — Старт космического корабля Союз ТМ-16. Экипаж — Г. М. Манаков, А. Ф. Полещук[19]. Посадка — 22 июля, в экипаж добавился Жан-Пьер Эньере (Франция).
- 25 января:
  - На орбитальной станции «Мир» прошла первая в истории художественная выставка работ (художника Игоря Подольчака)[20].
  - Поуль Нюруп Расмуссен занял пост премьер-министра Дании.
- 26 января — Парламент Чехии избрал Вацлава Гавела президентом страны (109 голосов из 200);
- 27 января — Иван Кислов пытался совершить покушение на президента России Бориса Ельцина.
- 28 января — Принята конституция Республики Казахстан[14].
- 29 января — Установлены дипломатические отношения между Россией и Барбадосом[14][21][22].
- 30 января:
  - Состоялась учредительная конференция Союза возрождения России — нового политического блока центристского направления[18];
  - Участники Медельинского картеля взорвали заминированный автомобиль в центре Боготы, что привело к гибели 25 человек.
- 31 января — Авиакатастрофа самолёта Short Skyvan 3-100 авиакомпании «Pan Malaysian Air Transport» в Индонезии (причиной стала плохая погода). Все находившиеся на борту 16 человек погибли[23].

### Февраль
- 1 февраля — Приземление корабля Союз ТМ-15. Экипаж посадки — А. Я. Соловьёв, С. В. Авдеев. Длительность полёта составила 188 суток 21 час 41 минуту.

- 2 февраля:

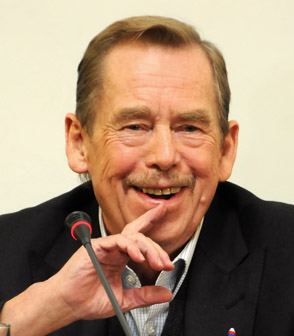
Вацлав Гавел

  - Президент Узбекистана Ислам Каримов подписал «Указ о частной собственности на землю», согласно которому каждый гражданин страны имеет право получить в пожизненное пользование участок земли площадью до 500 гектаров[14];
  - Вацлав Гавел вступил в должность президента Чехии (до 2 февраля 2003 г.);
  - Принята Конституция Андорры (14 марта одобрена референдумом, 28 апреля опубликована и вступила в силу).
- 3 февраля: 
  - Премьер-министр Армении Хосров Арутюнян подал в отставку. Его преемником стал Грант Багратян (занял пост премьер-министра 18 февраля; до 4 ноября 1996 г.);
  - Коммунистическая партия Белоруссии возобновила свою деятельность после проверки к причастности ГКЧП[24].
- 4 февраля — Верховный Совет Белоруссии ратифицировал Договор СНВ-1.
- 7 февраля:
  - В Лихтенштейне прошли парламентские выборы. Большинство мест в ландтаге получила Прогрессивная гражданская партия[25];
  - На Кипре прошёл первый тур президентских выборов.
- 8 февраля — Столкновение в воздухе пассажирского самолёта «Ту-154М» авиакомпании «Iran Air» с истребителем «Су-24» иранских ВВС около Тегерана. Погибло 133 человека[23].
- 9—14 февраля — В Боровце прошёл 28-й чемпионат мира по биатлону. Победу в общекомандном зачёте одержала сборная Германии[26].
- 10 февраля:
  - Правительство Италии ушло в отставку. Причиной послужил скандал, вызванный коррупцией высших должностных лиц[2];
  - Состоялся первый в истории[27][28][29][30][31][32] визит Папы Римского в исламскую страну — в столице Судана Хартуме Иоанн Павел II встретился с главой правительства Судана.
- 12 февраля — убийство Джеймса Балджера в Ливерпуле (Великобритания): 10-летние Роберт Томпсон и Джон Венеблс убили 2-х летнего Джеймса Балджера. Убийцы были пойманы и осуждены, несмотря на малый возраст. Преступление вызвало широкий резонанс в обществе[33].
- 13—14 февраля — Состоялся восстановительный съезд Коммунистической партии Российской Федерации. Лидером партии избран Геннадий Зюганов[34].
- 14 февраля:
  - В Литве прошли президентские выборы. Победу одержал исполняющий обязанности президента Альгирдас Бразаускас (60,03 %)[35];
  - На Кипре прошёл второй тур президентских выборов. Победу одержал Глафкос Клиридис (50,3 %)[36];
  - Альберт Зафи одержал победу на президентских выборах Республики Мадагаскар.
- 15 февраля — Национальный совет Словакии избрал Михала Ковача первым президентом страны.
- 17 февраля:
  - Учреждено РАО «Газпром»[14];
  - В океане близ города Порт-о-Пренс (Республика Гаити) перевернулся пассажирский паром «Нептун» (англ. Neptune); погибло более 500 человек[37][38].
- 20 февраля:
  - С космодрома Утиноура (Япония) запущена ракета-носитель M-3S-II с японской орбитальной рентгеновской обсерваторией ASCA (работала на орбите до 14 июля 2000 г.)[39];
  - В Тюмени семьёй азербайджанцев Мусаевых был угнан Ту-134 с 76 пассажирами. Самолёт приземлился в Стокгольме, где террористы сдались шведским властям, но были депортированы в Россию. Организатор теракта Тамерлан Мусаев получил 12 лет тюрьмы[40].
- 22 февраля:
  - Совет Безопасности ООН принял решение создать трибунал для расследования военных преступлений, совершаемых на территории бывшей Югославии с штаб-квартирой в Гааге. Это первый подобный трибунал после Нюрнбергского трибунала (работал с 1945 по 1946 г.)[2];
  - При президенте России создан Президентский совет[14].
- 24 февраля:
  - Японцем Юкихиро Мацумото начата разработка нового перспективного язык программирования «Ruby»;
  - Брайан Малруни ушёл в отставку с поста премьер-министра Канады[2].

- 25 февраля:

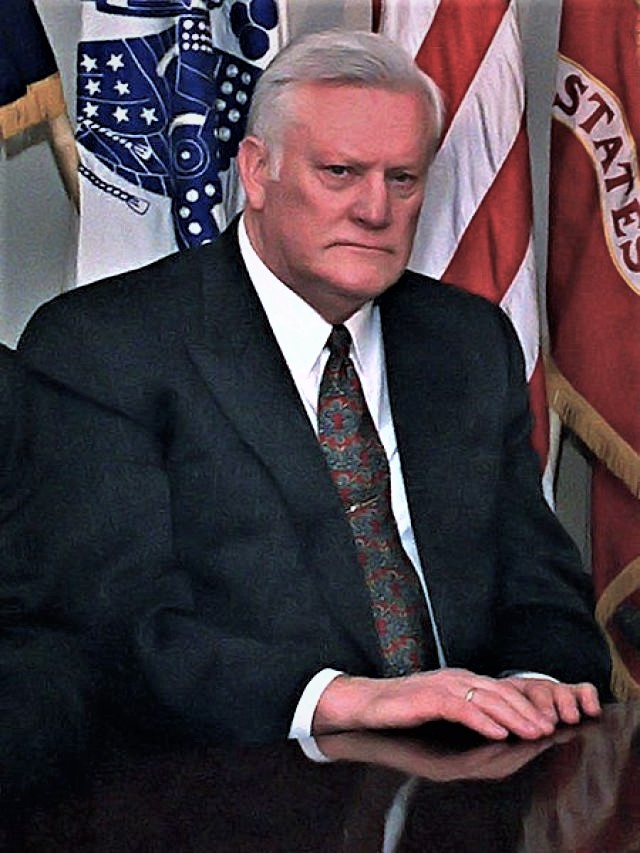
Альгирдас Бразаускас

  - На Кубе впервые проведены прямые выборы в Национальную ассамблею. По официальным данным, в них приняли участие 99,6 % избирателей[2];
  - Альгирдас Бразаускас вступил в должность президента Литвы (до 25 февраля 1998 г.)[41];
  - Ким Ён Сам вступил в должность президента Южной Кореи (до 24 февраля 1998 г.)

- 26 февраля:

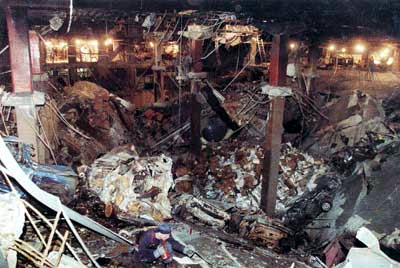
Разрушение в подвале Всемирного торгового центра

  - Теракт во Всемирном торговом центре (ВТЦ) (Нью-Йорк): в подземном гараже северной башни ВТЦ взорвался заминированный грузовик. 6 человек погибли, 1042 получили ранения[2];
  - Состоялся учредительный съезд «Аграрной партии России». Председателем избран Михаил Лапшин[14].
- 28 февраля:
  - Выборы президента Ингушетии. Победу одержал единственный кандидат — Руслан Аушев (99,9 %)[42];
  - Глафкос Клиридис вступил в должность президента Кипра (до 28 февраля 2003 г.).

### Март
- 1 марта — Боснийская война: Американская авиация провела операцию по снабжению восточных районов Боснии и Герцеговины, отрезанных от миротворческих сил ООН[2].
- 2 марта:
  - В Сургуте создан Межправительственный совет СНГ по нефти и газу[14];
  - Михал Ковач вступил в должность президента Словакии (до 2 марта 1998 г.).
- 5 марта — Авиакатастрофа лайнера Fokker 100 авиакомпании Palair Macedonian Airlines в Скопье (Македония), погибло 83 из 97 находившихся на борту.
- 7 марта — Гражданская война в Анголе: Удерживавшие в течение 56 дней город Уамбо правительственные ангольские войска покинули его перед тем, как он был обстрелян артиллерией вооружённых сил движения УНИТА[2].
- 10 марта:
  - Конституционный кризис в России: Открылся 8-й Внеочередной Съезд народных депутатов РФ. Принято постановление о соблюдении Конституции РФ высшими органами государственной власти и должностными лицами[2];
  - В США в ходе одного из нападений сторонников движения «Спасение Америки» на лечебные заведения, в которых делаются аборты, в Пенсаколе (штат Флорида) убит гинеколог Дэвид Ганн[2];
  - В сенате итальянского парламента создаётся кризисная ситуация после того, как бывший премьер-министр Джулио Андреотти начал давать объяснения по поводу обвинений в коррупции, высказанных в его адрес[2].
- 11 марта — Парламент Грузии принял закон, предоставляющий гражданство всем жителям республики независимо от знания грузинского языка[14].
- 12 марта:
  - Конституционный кризис в России: На чрезвычайной сессии Верховного Совета Российской Федерации депутаты проголосовали за ограничение полномочий президента и отклонили поправки к конституции, предложенные Ельциным[2];
  - КНДР анонсировала свой выход из Договора о нераспространении ядерного оружия и недопущение международных инспекторов на свою территорию;
  - Серия взрывов в Бомбее, организованных мусульманской криминальной группировкой во главе с Давуудом Ибрагимом. 257 человек погибли, 713 получили ранения[43].
- 13 марта — Парламентские выборы в Австралии в пятый раз подряд выиграла лейбористская партия (51,44 %, 80 из 147 мест), премьер-министром стал её новый лидер Пол Китинг.
- 13—15 марта — В результате сильнейшего шторма на восточном побережье США погибли 184 человека.
- 16 марта — В Великобритании министр финансов Норман Ламонт объявил о введении налога на добавленную стоимость на местное топливо[2].
- 17 марта — Турецко-курдский конфликт: Рабочая партия Курдистана объявила об одностороннем прекращении огня в Ираке.
- 20 марта:
  - Боснийская война: В Боснии и Герцеговине представители ООН проследили за эвакуацией гражданских лиц из Сребреницы, которая почти год находилась в полном окружении сербских вооружённых сил (освобождена 18 апреля)[2];
  - Конституционный кризис в России: Телевизионное обращение президента РФ Б. Н. Ельцина с изложением Указа № 379 «Об особом порядке управления до преодоления кризиса власти»[2];
  - В ходе ликвидации последствий гражданской войны в Сальвадоре президентом Альфредо Кристиани подписан закон об амнистии;
  - Конфликт в Северной Ирландии: В результате взрыва бомбы, подложенной боевиками из Ирландской республиканской армии в центре Уоррингтона (Северо-Западная Англия), убиты двое детей[2].
- 21 марта — Первый тур парламентских выборов во Франции.
- 23 марта — Конституционный кризис в России: Оглашено заключение Конституционного суда РФ о несоответствии положений президентского Указа № 379 Конституции России[2].
- 24 марта:
  - Эзер Вейцман избран президентом Израиля, получив 66 из 120 голосов депутатов кнессета (принёс присягу 13 мая) (до 13 июля 2000 г.)[2];
  - Президент ЮАР Ф. де Клерк заявил, что страна создала шесть атомных бомб, но уничтожила их после 1989 года[14].
  - Турецко-курдский конфликт: 33 турецких солдата и несколько гражданских погибли в результате нападения РПК в городе Бингёль[44]. Это стало ответом на нарушение перемирия, когда ранее турецкая армия атаковала силы РПК в городе Кулп.
- 25 марта — Конфликт в Северной Ирландии: в деревне Каслрок (графство Лондондерри, Северная Ирландия) боевики Ассоциации обороны Ольстера расстреляли трёх мирных граждан и одного боевика Ирландской республиканской армии[45].
- 26 марта:
  - Совет Безопасности ООН принял резолюцию 814 о направлении с 1 мая 1993 года в Сомали миротворческих сил ООН, которые заменят международные силы под руководством США;
  - Неподалёку от Барисала, во время шторма на реке Тентулия, затонул бангладешский паром; в результате погибло 175 человек[46][47].
- 26—29 марта — Конституционный кризис в России: 9-й Внеочередной съезд народных депутатов РФ. Попытка отрешения президента Б. Н. Ельцина от должности Верховным советом. Принято решение о проведении референдума о доверии президенту, председателю ВС и депутатскому корпусу[2].

- 27 марта:

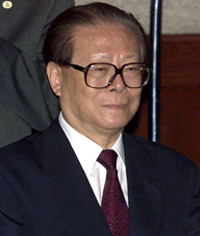
Цзян Цзэминь

  - Альберт Зафи вступил в должность президента Мадагаскара (до 5 сентября 1996 г.);
  - Цзян Цзэминь занял пост Председателя КНР (до 15 марта 2003 г.)[2];
  - Махаман Усман избран президентом Нигера.
- 27 марта—3 апреля — Первая карабахская война: битва за Кельбаджар: в результате захвата города была установлено прочное сообщение между Арменией и НКР, что улучшило стратегическое положение армянской стороны[48].
- 28 марта:
  - По итогам 2-го тура парламентских выборов во Франции победу одержала правая коалиция (485 мест из 577). Премьер-министром стал Эдуар Балладюр (до 10 мая 1995 года) Правящая Социалистическая партия сохранила за собой только 53 места вместо 207;
  - Вспышка сверхновой звезды SN 1993J в галактике M81. Она стала второй по яркости сверхновой, наблюдаемой в XX веке. Первой сверхновой была SN 1987A, которая взорвалась в соседней галактике Большое Магелланово Облако в 1987 году[14].
- 29 марта — в Лос-Анджелесе состоялась 65-я церемония вручения кинопремии «Оскар». Лучшим фильмом стал вестерн Клинта Иствуда «Непрощённый»[49].
- 31 марта — Боснийская война: Совет Безопасности ООН принял резолюцию 816, уполномочивающую авиацию НАТО сбивать военные самолёты, находящиеся в воздушном пространстве Боснии и Герцеговины без разрешения сил ООН. По требованию России запрещено нанесение ударов по наземным объектам, за исключением случаев, когда самолёты НАТО отслеживаются радарами средств ПВО.

### Апрель
- 1 апреля — Осетино-ингушский конфликт: На территории Пригородного района на границе Северной Осетии и Ингушетии вводится чрезвычайное положение (впоследствии неоднократно возобновлялось)[2].
- 3—4 апреля — в Ванкувере (Канада) состоялась первая встреча президента РФ Бориса Ельцина и президента США Билла Клинтона. По итогам встречи была принята Ванкуверская декларация, провозгласившая стратегическое партнёрство России и США[50].
- 5 апреля:
  - Постановлением Правительства РФ учреждена «Нефтяная компания „Лукойл“» на базе государственного концерна «Лукойл»;
  - В Москве начала вещать радиостанция «Авторадио»[51];
  - В Грузии введён купон как временная суррогатная валюта;
  - Основана Nvidia
- 6 апреля 
  - В результате аварии на Сибирском химическом комбинате в Северске (Томская область) произошёл выброс радиоактивных веществ в атмосферу; 1946 человек подверглись облучению.
  - Происшествие с MD-11 около Алеутских островов: из-за случайного выпуска предкрылков самолёт компании China Eastern Airlines сорвался в крутое пике, погибли 2 человека, 156 получили ранения.
- 8 апреля:
  - 54-й старт (STS-56) по программе Спейс Шаттл. 16-й полёт шаттла «Дискавери». Экипаж — Кеннет Камерон, Стивен Освальд, Майкл Фоул, Кеннет Кокрелль, Эллен Очоа. Полёт осуществлялся в целях министерства обороны США[52];
  - «Бывшая югославская Республика Македония» принята в члены ООН[53].
- 9 апреля — Верховный Совет Беларуси принял решение о присоединении страны к ташкентскому Договору о коллективной безопасности (ОДКБ).
- 10 апреля — В ЮАР один из руководителей Африканского национального конгресса Крис Хани убит членом Движения сопротивления африканеров[2].
- 11 апреля:
  - В Израиле власти «закрыли» оккупированные территории в связи с непрекращающимися беспорядками[2];
  - В восьми субъектах России прошли выборы глав регионов. Президентом Калмыкии избран Кирсан Илюмжинов (65,37 %); главой администрации Пензенской области избран Анатолий Ковлягин (71 %); главой администрации Липецкой области избран Михаил Наролин (49,8 %); главой администрации Орловской области избран Егор Строев (52,9 %); в Красноярском крае, Челябинской, Амурской и Брянской областях назначены вторые туры голосования[42];
  - Активист каталанского сепаратистского движения «Maulets» Гильем Агульо-и-Сальвадор убит неонацистами в Монтанехосе. Убийство вызвало широкий общественный резонанс и рост сепаратистских настроений.
- 12 апреля:
  - Боснийская война: Согласно резолюции ООН 816 НАТО завершило операцию «Скай монитор» и начало операцию «Денай флайт». В рамках новой операции силы НАТО продолжили следить и документировать несанкционированные полёты, и также были уполномочены обеспечивать режим бесполётной зоны и принимать меры против нарушителей в случае необходимости;
  - Абдулайе Секу Су стал премьер-министром Мали.
- 14 апреля — Пожар на заводе двигателей КАМАЗа
- 15 апреля:
  - Создана Нефтяная компания ЮКОС[14];
  - Президент Туркменистана С. Ниязов объявил о том, что туркменский язык переходит с кириллицы на латинский шрифт[14].
- 18 апреля — Массовое убийство в Оптиной пустыни: душевнобольной Николай Аверин убил трёх монахов Русской православной церкви[54].
- 19 апреля — В результате спецоперации ФБР против секты «Церковь Ветви Давидовой», последовавшей после 51-дневной осады, в городе Уэйко (штат Техас), погибло 79 человек, включая 21 ребёнка[2].
- 20 апреля — Образована американская поп-группа Backstreet Boys[14].
- 21 апреля — Верховный суд Боливии приговорил бывшего диктатора Луиса Гарсиа Месу к 30 годам заключения без права досрочного освобождения за убийства, хищения, мошенничество и нарушение конституции в период правления.
- 22 апреля — Вышла первая версия веб-браузера Mosaic[14].
- 23—25 апреля — референдум в Эритрее о независимости территории. При явке 98,5 % «за» проголосовало 99,83 %. 27 апреля была провозглашена независимость нового государства от Эфиопии.
- 24 апреля — Ирландская республиканская армия устроила взрыв в районе Бишопсгейта (Лондон), который привёл к значительным разрушениям[14].
- 25 апреля:
  - Конституционный кризис в России: Состоялся Всероссийский референдум, запомнившийся многим россиянам по рекламному слогану «да—да—нет—да». В референдуме приняли участие 64,05 % избирателей. Он включал 4 вопроса[55]:

1. доверяете ли Вы Президенту Российской Федерации Б. Н. Ельцину? (58,7 % за);
2. одобряете ли Вы социально-экономическую политику, осуществляемую Президентом Российской Федерации и Правительством Российской Федерации с 1992 года? (53,0 % за);
3. считаете ли Вы необходимым проведение досрочных выборов Президента Российской Федерации? (49,5 % за);
4. считаете ли Вы необходимым проведение досрочных выборов народных депутатов Российской Федерации? (67,2 % за);

- - В пяти субъектах России прошли выборы глав регионов. Главой администрации Челябинской области избран Пётр Сумин (47,14 %)[56]; главой администрации Смоленской области избран Анатолий Глушенков (41,2 %); во вторых турах выборов победили — в Красноярском крае — Валерий Зубов (73,12 %); в Амурской области — Александр Сурат (51,7 %); в Брянской области — Юрий Лодкин (51,4 %);[42];
  - Референдум об укреплении экономической самостоятельности Башкортостана;
  - 55-й старт (STS-55) по программе Спейс Шаттл. 14-й полёт шаттла«Колумбия». Экипаж — Стивен Найджел, Теренс Хенрикс, Джерри Росс, Чарлз Прекорт, Бернард Харрис, Ульрих Вальтер (ФРГ), Ханс Шлегель (ФРГ). Полёт осуществлялся по программе немецкого космического агентства[57];
  - Марш на Вашингтон за права и свободу геев, лесбиянок и бисексуалов собрал 300 тысяч человек.
- 27 апреля:
  - Под Либревилем (Габон) разбился самолёт De Havilland Canada DHC-5 Buffalo ВВС Замбии с футбольной сборной этой страны на борту. Погибли все 30 человек, находившихся в самолёте (в том числе и 18 игроков сборной Замбии, а также главный тренер и обслуживающий персонал)[23][58];
  - Впервые после 1949 года произошла встреча представителей Китая и Тайваня[14];
  - Принят Закон РФ «Об обжаловании в суд действий и решений, нарушающих права и свободы граждан», которым гражданам России предоставлено право обжалования в суд любых решений государственных органов[14];
  - Таджикистан стал членом Международного валютного фонда (МВФ);
  - На выборах в Палату Представителей Йемена правящий Всеобщий народный конгресс Йемена набрал 28,7 % голосов избирателей и занял 123 мест из 301.
- 28 апреля — Карло Чампи стал новым премьер-министром Италии.
- 29 апреля:
  - Верховный суд Бразилии признал бывшего президента страны Фернанду Колора ди Мелу виновным в пассивной коррупции и преступных связях[2];
  - Королева Великобритании Елизавета II объявила, что Букингемский дворец будет впервые открыт для туристов, а сбор от продажи входных билетов пойдёт на ремонт пострадавшего от пожара Виндзорского замка[14];
  - В России отменено уголовное преследование за мужеложество[59];
  - Зарегистрирован национальный домен для Латвии — .lv[60];
- 30 апреля — Первая карабахская война: Совет Безопасности ООН принял резолюцию 822, в которой говорилось о необходимости прекращения боевых действий и выводе войск Армении с территории Нагорного Карабаха. Первая резолюция Совета безопасности ООН по Нагорному Карабаху с момента начала войны.

### Май
- 1 мая:
  - Во время парада в Коломбо в результате взрыва бомбы, осуществлённого террористом-смертником из группировки Тигры освобождения Тамил-Илама, убит президент Шри-Ланки Ранасингхе Премадаса[2][14]. Должность президента занял Дингири Виджетунге;
  - Конституционный кризис в России: Состоялась демонстрация оппозиционных сил в Москве. Произошли столкновения демонстрантов с подразделениями милиции и ОМОНа на Гагаринской площади и Ленинском проспекте[2].
- 2 мая — Чемпионом мира по хоккею стала сборная России, обыгравшая в финале сборную Швеции со счётом 3:1 (финал проходил в Мюнхене).
- 3 мая — Эфиопия признала независимость своей бывшей провинции Эритрея.
- 4 мая:
  - Гражданская война в Сомали: ООН взяло на себя управление процессом оказания военной и гуманитарной помощи Сомали, которое ранее осуществляла оперативно-тактическая группа США[2];
  - В Великобритании начала работу следственная Комиссия Скотта по делу о причастности британского правительства к поставкам оружия в Ирак[2].
- 5 мая — Принята первая конституция Республики Кыргызстан[14].
- 6 мая — Боснийская война: Совет Безопасности ООН объявил о создании «зон безопасности» в Сараево, Тузле, Зепе, Горадже, Бихаче и Сребренице на территории Боснии и Герцеговины (30 мая боснийские сербы начали наступление на Горадже и Сребреницу)[2].
- 7 мая — В ЮАР на многосторонних переговорах в Йоханнесбурге достигнуто соглашение о проведении в апреле 1994 года парламентских выборов на основе равного права голоса для представителей всех рас[2].
- 9 мая:
  - В Нижнем Тагиле во время авиашоу в честь празднования 48-й годовщины Победы в Великой Отечественной войне самолёт Як-52 потерял управление и упал на зрителей. Погибли 2 пилота и 17 человек на земле (в том числе 8 детей), ранения получили 75 человек;
  - В Саранске вертолёт Ми-2 во время празднования 48-й годовщины Победы в Великой Отечественной войне врезался в жилой дом. 2 пилота погибли, 3 получили ранения. На земле никто не пострадал;
  - Первым демократически избранным за 40 лет президентом Парагвая стал Хуан Карлос Васмоси.
- 10 мая:
  - В Кыргызстане вводится новая национальная валюта — сом;
  - На «РТР» вышел первый выпуск телепередачи «Городок».
- 13 мая:
  - США официально заявляют об отказе от программы Стратегической оборонной инициативы[2];
  - На парламентских выборах в Сан-Марино Христианско-демократическая партия вновь стала крупнейшей партией парламента, получив 26 мест. Явка составила 80 %.
- 14 мая:
  - Эстония, Литва и Словения стали членами Совета Европы[14][61];
  - Создан экономический союз СНГ[14];
  - На президентских выборах[англ.] в Турции в 3-м туре победил Сулейман Демирель (244 голоса из 450 в парламенте).
- 18 мая:
  - На повторном референдуме[англ.] (в 1992 году было 49,3 % за и 50,7 % против при явке 83,1 %) граждане Дании высказались за одобрение Маастрихтского договора (56,7 % за и 43,7 % против при явке 86,5 %)[2];
  - В окрестностях Медельина (Колумбия) в результате столкновения с горой потерпел катастрофу Boeing 727-46 компании SAM Colombia. Погибли 132 человека.
- 19 мая — США объявили о признании официального правительства Анголы[2].
- 20 мая — Центральным Банком РФ зарегистрирован Коммерческий Банк «Платина», обслуживающий операции в системе онлайновых платежей в Internet — CyberPlat[14].
- 21 мая:
  - Кинорежиссёр Никита Михалков избран главой Российского фонда культуры[14];
  - Октавио Лепахе вступил в должность президента Венесуэлы.
- 22 мая — запуск транспортного грузового космического корабля «Прогресс М-18» по программе снабжения орбитальной станции «Мир»[62].

- 24 мая:

Флаг Эритреи

  - Эритрея официально вышла из состава Эфиопии и стала независимым государством[2];
  - Россия и Эритрея установили дипломатические отношения[63];
  - Во время перестрелки между членами двух наркокартелей в аэропорту Гвадалахары (Мексика) убит кардинал Хуан Хесус Посадас Окампо;
  - Протесты в Лхасе (Тибет), вызванные арестом диссидентов. Западные наблюдатели, прибывшие сюда для изучения случаев нарушения прав человека в данном регионе, покидают регион[2].
- 25 мая:
  - Совет Безопасности ООН принял резолюцию 827 о создании Международного трибунала по расследованию преступлений в бывшей Югославии;
  - Попытка конституционного переворота в Гватемале: президент Хорхе Серрано приостановил действие конституции, распустил Конгресс и Верховный и Конституционный суды, ввёл цензуру и приостановил гражданские права.
- 26 мая:
  - В Мюнхене в финальном матче Лиги чемпионов французский клуб Олимпик Марсель обыграл итальянский клуб Милан со счётом 1:0;
  - Маркус Бюхель стал премьер-министром Лихтенштейна.
- 27 мая:
  - Палата представителей конгресса США незначительным большинством одобрила программу увеличения подоходного налога и сокращения расходных статей бюджета, предложенную президентом Клинтоном[2];
  - Во Флоренции около галереи «Уффици» взорвался начинённый взрывчаткой автомобиль. 5 человек погибло.
- 28 мая — Монако стало полноправным членом ООН

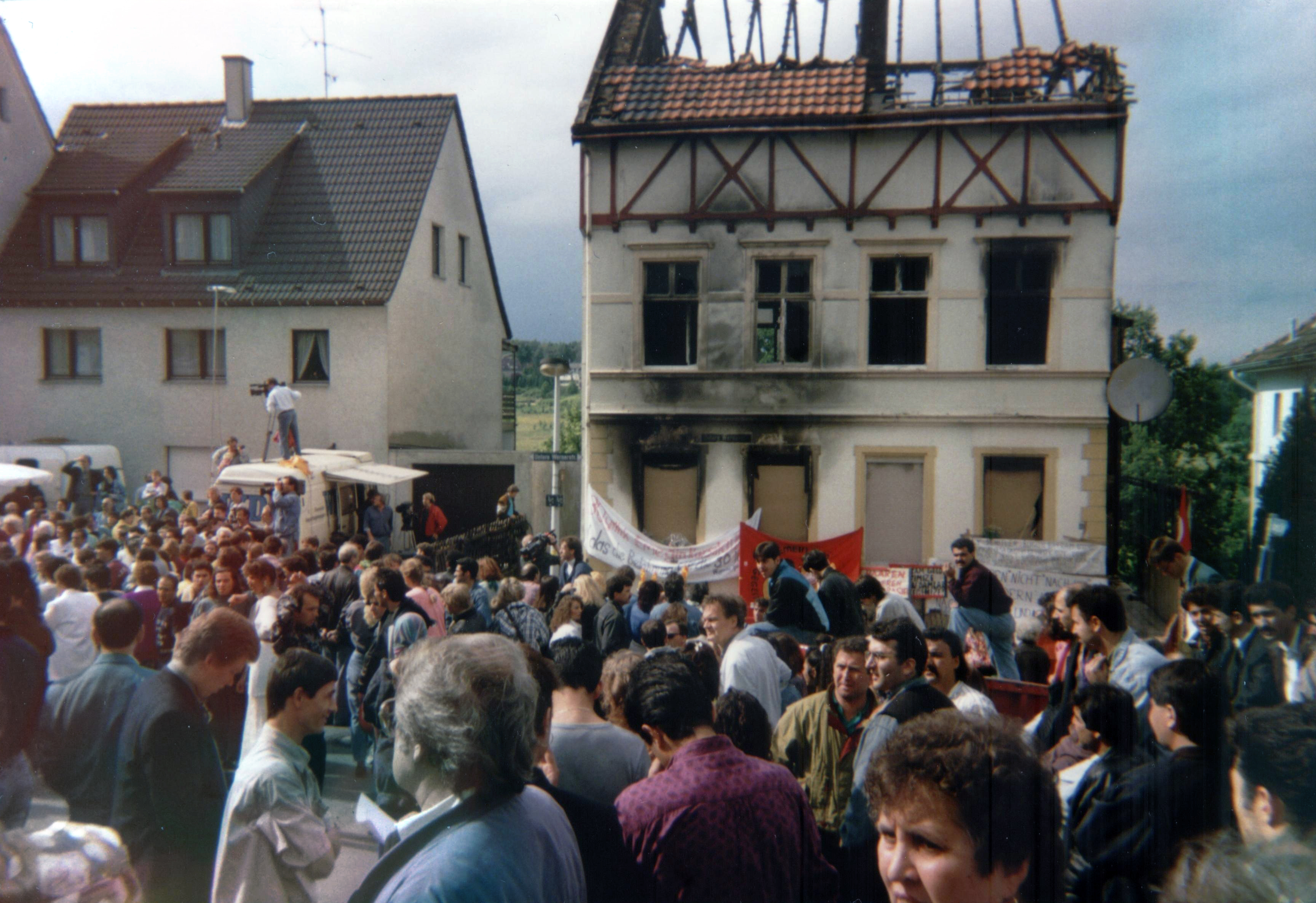
Демонстрация немцев и турок перед сгоревшим домом, Золинген, июнь 1993 года

- 29 мая — во время поджога, устроенного неонацистами в Золингене, Германия, погибли пять женщин-турчанок (в последующие несколько дней по всей Германии прокатилась волна беспорядков и демонстраций, организованных представителями турецкой общины)[2][64].

### Июнь
- 1 июня:

Флаг Камбоджи с 30 июня 1993 г.

  - На первых демократических президентских выборах в истории Бурунди победил представитель хуту Мельхиор Ндадайе (вступил в должность 10 июля). Парламентские выборы выиграла партия Фронт за демократию в Бурунди (72,58 % голосов и 65 из 81 места);
  - После провала попытки конституционного переворота 25 мая президент Гватемалы Хорхе Серрано сложил полномочия и покинул страну.
- 3 июня:
  - Конституционный кризис в России: Состоялось Всероссийское конституционное совещание, созванное сторонниками оппозиционных партий и движений[2];
  - Митрополитом Нижегородским и Арзамасским Николаем заново освящена Церковь Собора Пресвятой Богородицы (Строгановская) в Нижнем Новгороде.
- 4 июня:
  - Конституционный кризис в России: Принято Постановление Верховного Совета России о порядке согласования и принятия на очередном Съезде народных депутатов (17 ноября 1993) проекта новой Конституции[2];
  - Военный путч в Азербайджане (18 июня президент Абульфас Эльчибей покинул Баку).
- 5 июня:
  - Конституционный кризис в России: Открылось Конституционное совещание, созванное по инициативе Б. Н. Ельцина[2];
  - Вооружённые отряды Сомалийского национального движения совершили нападение на пакистанских военнослужащих, выполнявших миротворческую миссию под эгидой ООН[2].
- 5—6 июня — В Латвии состоялись парламентские выборы. Победу одержала партия Латвийский путь (32.4 %), получившая 36 из 100 мест в Сейме[65].
- 6 июня:
  - Повстанцы напали на лагерь беженцев недалеко от Харбела (Либерия). Убито более 450 человек[2];
  - В Монголии прошли первые в истории страны всеобщие президентские выборы. Победу одержал Пунсалмаагийн Очирбат (Монгольская народно-революционная партия (59,9 %))[66];
  - Победителями на парламентских выборах в Испании вновь стала Испанская социалистическая рабочая партия (38,8 %, 159 мест из 350 в Конгрессе депутатов[67];
  - Президентские выборы в Боливии выиграл Гонсало Санчес де Лосада (35, 55 % голосов).
  - Новым президентом Гватемалы провозглашён Рамиро Леон Карпио.
- 11 июня — Президент Ирана Али Акбар Хашеми Рафсанджани переизбран на второй срок (64 % голосов, до 2 августа 1997 г.)[2].

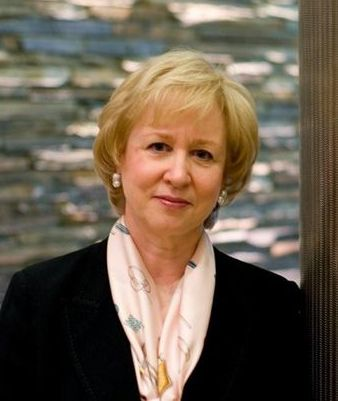
Ким Кэмпбелл — первая женщина премьер-министр Канады

- 13 июня — Ким Кэмпбелл, представитель Прогрессивно-консервативной партии, становится первой женщиной, назначенной на пост премьер-министра Канады (до 4 ноября 1993 г.)[2].
- 14 июня:
  - Из-за разрушения грунтовой плотины произошло разрушительное наводнение на реке Каква, в Свердловской области. Наводнение нанесло огромный ущерб городу Серов, погибло 15 человек;
  - С отменой запрета на продажу высоких технологий фирма «Sun Microsystems» открыла свой офис в Москве[68];
  - На референдуме в Малави победили сторонники перехода с однопартийной на многопартийную систему.
- 15 июня:
  - Кубу покинули последние российские войска[2];
  - Председателем парламента Азербайджана избран Гейдар Алиев.
- 17 июня:
  - Основан российский медиахолдинг РБК;
  - Катастрофа Ан-26 под Тбилиси: пассажирский самолёт Ан-26Б авиапредприятия «Точикистон» разбился в 33 километрах от Тбилиси. Погибли, по разным данным, от 33 до 41 человека[69].
- 17—24 июня — в Баламандском монастыре (Ливан) состоялась седьмая пленарная сессия Смешанной международной комиссии по богословскому диалогу, её темой стало обсуждение вопроса «Униатство как метод единения в прошлом и нынешний поиск полного общения»[70].
- 21 июня:
  - 56-й старт (STS-57) по программе Спейс Шаттл. 4-й полёт шаттла «Индевор». Экипаж — Роналд Грейб, Брайан Даффи, Джордж Лоу, Нэнси Кэрри (Шерлок), Питер Уайсофф, Дженис Восс[71];
  - Полковник азербайджанской армии талышского происхождения, заместитель министра обороны Альакрам Гумматов при поддержке офицеров 704-й бригады провозгласил на территории семи южных азербайджанских районов Талыш-Муганскую автономную республику.
- 23 июня:
  - Против Гаити введены международные санкции[2];
  - Результаты президентских выборов в Нигерии признаны недействительными (возникшие в связи с этим беспорядки продолжились и в июле)[2];
  - В Лозанне открылся Олимпийский музей.
- 24 июня — в Москве в результате столкновения автомобилей на Дмитровском шоссе, пожара бензовоза и троллейбусов погибли 12 и госпитализировано 42 человека[72].
- 25 июня:
  - В Литве пущена в оборот национальная валюта, лит;
  - Тансу Чиллер стала премьер-министром Турции в коалиционном правительстве Партии верного пути и Социал-демократической народной партии. Она первая и единственная на данный момент женщина, занимавшая должность премьер-министра Турции;
  - После смещения с поста президента Союзной Республики Югославии Добрицы Чосича парламент избрал новым президентом страны Зорана Лилича;
  - Новым премьер-министром Канады и первой женщиной в этой должности стала Ким Кэмпбелл.
- 26 июня — США нанесли ракетный удар по разведывательному центру в Багдаде в ответ на ставший достоянием гласности план убийства бывшего президента Джорджа Буша[2].
- 28 июня — В соответствии с решением латвийского Комитета по денежной реформе в денежных расчётах совершен полный переход на лат.
- 30 июня:
  - Курс доллара впервые превысил отметку в тысячу рублей на торгах Московской межбанковской валютной биржи (составил 1024 рубля за доллар);
  - В Камбодже утверждён новый флаг (ранее он уже использовался с 20 октября 1948 по 9 октября 1970 гг.);
  - Чехия и Словакия стали членами Совета Европы[61];
  - Сурет Гусейнов назначен премьер-министром Азербайджана[73].

### Июль
- 1 июля:
  - Старт космического корабля Союз ТМ-17. Экипаж старта — В. В. Циблиев, А. А. Серебров и Ж.-П. Эньере (Франция)[74];
  - Конституционный кризис в России: Свердловский облсовет принял решение о провозглашении Уральской республики и начале работы над её Конституцией.
  - Вблизи Соронга в море упал самолёт Fokker F28 Fellowship компании Merpati Nusantara Airlines, погиб 41 человек, 2 выжили.
- 1—3 июля — Война в Абхазии (1992—1993): Битвы за Тамыш
- 2 июля 
  - В провинции Булакан (Филиппины) во время религиозного фестиваля (англ. Bocaue Pagoda Festival) разрушился[англ.] перегруженный людьми плот; погибло более 200 человек, пришедших на этот праздник[75][76].
  - Поджог отеля в Сивасе
- 2 июля—19 августа — Боснийская война: в районе Трново войска Республики Сербской провели военную операцию, завершившуюся победой, которая привела к захвату Трново и к полной блокаде Сараево.
- 3 июля — Подписано мирное соглашение между президентом Гаити в изгнании Жаном Бертраном Аристидом и руководителем государственного переворота 1991 года Раулем Седра[2].
- 5 июля — вблизи аэропорта Жуковский во время испытательного полёта разбился самолёт Ил-114, погибли 7 человек, 2 выжили.
- 7 июля — Сейм избрал президентом Латвии Гунтиса Улманиса. Он стал первым президентом страны после восстановления независимости Латвии (находился в должности до 14 июня 1999 года).
- 7—9 июля — В Токио состоялась встреча глав государств и правительств семи ведущих индустриальных стран («Группа семи») и представителей ЕС, в ходе которой было принято решение об утверждении дополнительной программы приватизации и структурной перестройки в России на $3 млрд и об открытии представительства Группы семи в России[77].
- 8 июля — Катастрофа Ил-76 под Псковом: самолёт Ил-76М ВВС России разбился во время учебно-тренировочного полёта. 11 человек погибли[78].
- 9 июля — Война в Абхазии (1992—1993): Абхазские боевики и их союзники совершили массовое убийство жителей села Камани[79].
- 10 июля — Боснийская война: Вследствие трудностей с поставками топлива через захваченную боснийскими сербами территорию ухудшилось водоснабжение Сараево[2].
- 13 июля — Гражданская война в Таджикистане: в бою на 12-й заставе Московского погранотряда погибли 25 российских пограничников[80].
- 16 июля:
  - В Лондоне прошла презентация Amiga CD32 — первой 32-битной игровой консоли, использующей CD-ROM[68];
  - Жак Аттали, представитель Франции, ушёл в отставку с поста президента Европейского банка реконструкции и развития после того, как стало известно, что на ремонт лондонского отделения банка он потратил в два раза больше денег, чем на займы всем странам Восточной Европы[2];
  - Взрыв возле одного из домов на Волочаевской улице в Москве. Погибли 2 человека[81].
- 18 июля:
  - Парламентские выборы в Японии[англ.]. ЛДПЯ теряет абсолютное большинство мест в парламенте (223 места из 511 вместо 275) (6 августа сформировано коалиционное правительство из представителей семи партий во главе с Морихиро Хосокава)[2];
  - Абдужалил Самадов стал исполняющим обязанности премьер-министра Таджикистана (18 декабря утверждён в должности);
  - В Пакистане под давлением со стороны начальника Генерального штаба борющиеся за власть президент страны Гулам Исхак Хан и премьер-министр Наваз Шариф уходят в отставку[2];
  - Провал переговоров в Эль-Аюне между ПОЛИСАРИО и правительством Марокко о проведении референдума о самоопределении Западной Сахары, которого требует ООН для данной территории.
- 19 июля:
  - Начало работы НВС;
  - Президент США У.Клинтон и Министерство обороны пришли к компромиссу по вопросу об армейской службе гомосексуалов. Их будут принимать в вооружённые силы при условии, что они не будут объявлять о своей сексуальной ориентации и вступать в половые отношения в течение срока воинской службы (вступило в силу 1 октября)[2].
- 22 июля:
  - В Великобритании правительству не удалось добиться одобрения Маастрихтского договора в палате общин. 23 июля, угрожая отставкой в случае неблагоприятного решения, премьер-министр Джон Мейджор предложил провести тайное голосование и добился поддержки политики правительства[2];
  - Приземление космического корабля Союз ТМ-16. Экипаж посадки — Г. М. Манаков, А. Ф. Полещук и Ж.-П. Эньере (Франция).
- 23 июля:
  - Первая карабахская война: Завершение битвы за Агдам (началась 12 июня), вооружённые силы НКР установили контроль над городом[82];
  - В центре Рио-де-Жанейро неизвестные открыли огонь по спящим у церкви подросткам. В результате стрельбы 8 человек погибли.
- 24 июля — Национальное собрание Азербайджана проголосовало за импичмент президенту А. Эльчибею и передало полномочия президента Г. Алиеву.
- 25—31 июля — Конфликт в Южном Ливане: израильская армия провела войсковую операцию «Сведение счётов» на юге Ливана, направленную против «Хезболлы» (операция свелась к массированному артиллерийскому обстрелу и бомбардировкам контролируемых террористами районов)[83].
- 26 июля — «Боинг 737—500» разбился в Южной Корее. 66 человек погибли[68].
- 26 июля — 7 августа — денежная реформа в России.
- 27 июля:
  - Война в Абхазии (1992—1993): Между правительством Грузии и абхазскими властями подписано соглашение о временном прекращении огня, в котором Россия выступила в роли гаранта;
  - Компания Microsoft выпустила Windows NT 3.1.
- 28 июля — Андорра принята в члены ООН[84].
- 29 июля:
  - Первая карабахская война: Совет Безопасности ООН принял резолюцию 853 требующую «незамедлительного, полного и безоговорочного вывода оккупационных сил из Агдамского и других районов Республики Азербайджан, оккупированных в последнее время»;
  - В Израиле был отменён смертный приговор по делу Ивана Демьянюка, обвинённого в военных преступлениях, которые он совершил во время Второй мировой войны, служа в охране фашистского концентрационного лагеря, по причине сомнений в правильной идентификации личности подсудимого и настоящего преступника[2].
- 31 июля — В возрасте 62 лет скончался король Бельгии Бодуэн (9 августа в качестве нового короля принёс присягу его брат Альберт Льежский)[2].

### Август
- 1 августа — убит глава временной администрации Северной Осетии и Ингушетии, заместитель председателя правительства Виктор Поляничко. Вместе с ним убиты начальник Владикавказского гарнизона, командир 42-го армейского корпуса генерал-майор Анатолий Корецкий и офицер антитеррористической группы Главного управления охраны «Альфа» старший лейтенант Виктор Кравчук.
- 2 августа — в зоне ЕЭС введён плавающий курс валют, допускающий изменение котировок в относительно широком диапазоне — 15 % в обе стороны от базового курса[2].
- 3 августа — Валдис Биркавс стал премьер-министром Латвии.
- 4 августа — президент Руанды Жювеналь Хабьяримана и представители Руандийского патриотического фронта подписали мирное соглашение[2].
- 5 августа — Гибель тургруппы Коровиной
- 6 августа — на пост президента Боливии вступил Гонсало Санчес де Лосада.
- 9 августа:
  - Франциск Равуни избран премьер-министром Мадагаскара через голосование Национального Собрания. Он получил 55 голосов, а Роже Ралисон и Манандафи Ракотонирина соответственно 46 и 32 голоса. В тот же день вступил в должность;
  - Морихиро Хосокава занял пост премьер-министра Японии.
- 13—22 августа — В Штутгарте прошёл 4-й чемпионат мира по лёгкой атлетике. Победу в общекомандном зачёте одержала сборная США[85].
- 18 августа — при посадке на базе ВМС США в Гуантанамо потерпел аварию грузовой самолёт Douglas DC-8-61F компании American International Airlines, пострадали 3 человека.
- 19 августа — Конституционный кризис в России: Заявление президента РФ Б. Н. Ельцина о том, что деятельность Верховного совета угрожает безопасности России[2].
- 21 августа:
  - Боснийская война: В Мостар (Босния и Герцеговина) прибыл дополнительный контингент миротворческих сил ООН[2];
  - Редха Малек занял должность премьер-министра Алжира.
- 23 августа — в Азербайджане введён национальный домен верхнего уровня — .az[86][87].
- 23—24 августа — Талыш-Муганская Автономная Республика в Азербайджане прекратила своё существование.
- 24 августа — Война в Абхазии (1992—1993): Учреждена Миссия ООН по наблюдению в Грузии (МООННГ) для проверки выполнения соглашения о прекращении огня, с уделением особого внимания положению в городе Сухуми, а также для расследования сообщений о нарушениях прекращения огня и осуществления усилий по урегулированию подобных инцидентов с вовлечёнными сторонами.
- 26 августа — Катастрофа Let L-410 в Алдане: пассажирский самолёта Let L-410UVP-E российской компании «Саха-Авиа» разбился при посадке в аэропорту Алдана (Якутия). 24 человека погибли[88].
- 27 августа — Генерал Ибрагим Бабангида ушёл в отставку с поста президента Нигерии, передав власть временному правительству, сформированному без проведения выборов[2].
- 28 августа:
  - В Хороге при взлёте потерпел катастрофу самолёт Як-40 компании «Точикистон». Погибли 82 человека (крупнейшая авиакатастрофа на территории Таджикистана)[89];
  - Президентом Сингапура, избранным на первых прямых президентских выборах, стал Онг Тен Чеонг.
- 29 августа — на референдуме в Азербайджане после июньского государственного переворота большинство избирателей выразили президенту Абульфазу Эльчибею недоверие. А. Эльчибей официально отстранён от должности 1 сентября.
- 31 августа — завершён вывод российских войск из Литвы[7].

### Сентябрь
- 2 сентября — В Узбекистане объявлено о замене до 2000 года кириллицы на латинский алфавит[68].
- 3 сентября — в Массандре (Крым) Б. Ельцин и Л. Кравчук подписали протокол об урегулировании спора вокруг Черноморского флота[90].
- 6 сентября — премьер-министром Ирака назначен Ахмед Хусейн ас-Самарраи, сменивший на этом посту М. аз-Зубейди[15].
- 7 сентября — Тело бывшего президента Фердинанда Маркоса перевезено для захоронения на Филиппины. 24 сентября его вдова Имельда Маркос приговорена к тюремному заключению за коррупцию.
- 8 сентября — Белоруссия и Россия договорились о сохранении единого денежного пространства[68].
- 9—17 сентября — Война в Хорватии: В результате операции «Медакский карман» хорватской армией были взяты под контроль сербские сёла Дивосело, Читлук и Почитель.
- 10 сентября — На телеканале FOX была показана первая серия культового телесериала «Секретные материалы»[91].
- 12 сентября — 57-й старт (STS-51) по программе Спейс Шаттл. 17-й полёт шаттла «Дискавери». Экипаж — Фрэнк Калбертсон, Уильям Ридди, Джеймс Ньюман, Дэниел Бурш, Карл Уолз. Полёт осуществлён в интересах министерства обороны США[92].

- 13 сентября:

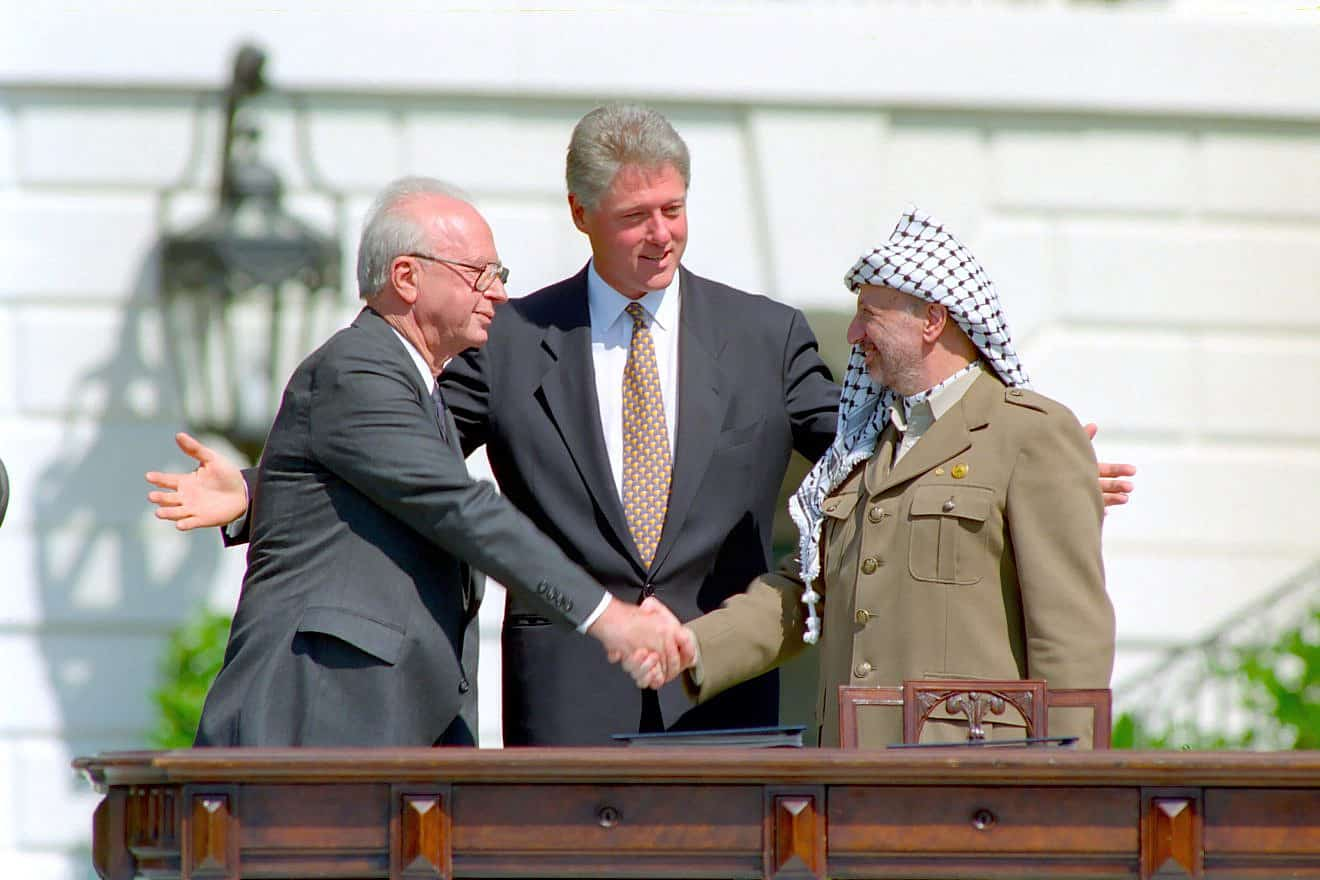
Ицхак Рабин, Билл Клинтон и Ясир Арафат, 13 сентября 1993 года.

  - В Вашингтоне подписано мирное соглашение между Израилем и Организацией освобождения Палестины, (Декларация принципов), которая предусматривала вывод израильских войск из сектора Газа и Иерихона[2];
  - На парламентских выборах[англ.] в Норвегии победу одержала Рабочая партия (НРП), получившая 36,9 % голосов и 67 мест из 165 в стортинге. Гру Харлем Брунтланн осталась на посту премьер-министра.
- 14 сентября — при посадке в Варшаве самолёт Airbus A320 компании Lufthansa выкатился за пределы полосы и врезался в насыпь. Из находившихся на его борту 70 человек погибли 2.
- 16—27 сентября — Война в Абхазии (1992—1993): Начало боёв за Сухуми, переход абхазских войск и их союзников в наступление на город.
- 17 сентября — останки Владислава Сикорского, главы польского правительства в изгнании во время Второй мировой войны, преданы земле на его родине[2].
- 18 сентября — завершён вывод российских войск из Польши[7].
- 19 сентября — на парламентских выборах в Польше победу одержали левоцентристы, новое правительство сформировал Вальдемар Павляк[2].
- 20—23 сентября — Война в Абхазии (1992—1993): Уничтожение грузинских авиалайнеров в Сухуми: абхазские войска уничтожили на аэродроме Сухуми 5 гражданских авиалайнеров[93].
- 21 сентября — Конституционный кризис в России: Телевизионное обращение Б. Н. Ельцина с изложением указа № 1400 «О поэтапной конституционной реформе» (о роспуске Съезда народных депутатов и Верховного совета России (ВС РФ) и назначении выборов в Государственную думу на 11—12 декабря 1993, наделении Совета Федерации функциями верхней палаты Федерального собрания). Телевизионное выступление председателя Верховного Совета РФ Р. И. Хасбулатова с оценкой действий президента как государственного переворота. Экстренные заседания президиума и палат ВС РФ. Постановление Президиума ВС РФ о прекращении полномочий Б. Н. Ельцина. Возложение обязанностей президента на вице-президента А. В. Руцкого[2].
- 22 сентября:
  - Катастрофа поезда на Биг Баю Канот: у города Мобил в Алабаме (США) поезд упал в реку. 47 человек погибло, 103 ранено[94];
  - И. о. премьер-министра Украины стал Ефим Звягильский.
- 23 сентября:
  - Конституционный кризис в России: Указ президента РФ Б. Н. Ельцина о назначении досрочных выборов президента на 12 июня 1994. Начало блокады здания ВС РФ. Открытие Съезда народных депутатов РФ[2];
  - Международный олимпийский комитет выбрал Сидней местом проведения XXVII летних Олимпийских игр 2000 года.
- 24 сентября:
  - Конституционный кризис в России: Постановление Съезда народных депутатов РФ о проведении одновременных досрочных выборов президента и народных депутатов не позднее марта 1994 года[95];
  - Азербайджан вступил в СНГ в качестве полноправного члена;
  - В Камбодже восстановлена монархия. Королём вновь провозглашён Нородом Сианук.
- 26 сентября — С космодрома Куру осуществлён запуск ракеты-носителя Ариан-4 с кластером из семи космических аппаратов, среди них — первый португальский спутник PoSAT-1[96].
- 27 сентября:
  - Конституционный кризис в России: Белый дом в Москве, место заседаний Съезда народных депутатов и Верховного Совета РФ, окружён войсками (в предыдущие дни были отключены телефонная связь, системы водо- и электроснабжения)[2];
  - Война в Абхазии (1992—1993): Окончание боёв за Сухуми, взятие города абхазскими войсками и их союзниками, расстрел членов прогрузинского правительства Абхазии;
  - Боснийская война: Боснийцами, которые были противниками Алии Изетбеговича, провозглашена независимость Автономной области Западной Боснии.
- 28 сентября — неизвестный проник в детский сад в центре Омска и захватил в заложники 6 человек, в том числе 4 детей. Террорист потребовал крупную сумму денег, автомат и самолёт для вылета за границу, угрожая в случае невыполнения требований привести в действие находившееся при нём взрывное устройство. Во время штурма преступник был убит, взрывное устройство обезврежено, никто из заложников не пострадал[97].
- 29 сентября — Война в Абхазии (1992—1993): Падение Сухуми привело к тому, что грузинские войска в Ткварчели оказались под угрозой осады и вынуждены были отступить.
- 30 сентября:
  - Россия и Сан-Марино установили дипломатические отношения[98][99];
  - Война в Абхазии (1992—1993): Абхазскими вооружёнными силами установлен контроль над всей территорией автономии.
- Сентябрь — Боснийская война: Армия Республики Боснии и Герцеговины провела войсковую операцию против Хорватского совета обороны и хорватской армии.

### Октябрь
- 1 октября:
  - В России отменена прописка;
  - Убийство Полли Клаас, получившее широкий общественный резонанс в США. 12-летняя девочка была похищена из родительского дома в Петелума, Калифорния, и позже задушена. Убийца Ричард Ален Дэвис был приговорён к смертной казни в 1996 году[100].
- 2 октября — Конституционный кризис в России: Столкновения сторонников Верховного совета с милицией и ОМОНом на Смоленской площади Москвы[2].
- 3 октября:
  - Конституционный кризис в России: Прорыв вооружённого оцепления Белого Дома. Вооружённая осада телекомпании «Останкино». Введено чрезвычайное положение в Москве. Указ президента РФ Б. Н. Ельцина об отставке А. В. Руцкого с поста вице-президента. В Москву вводятся войска, верные президенту[2];
  - В Азербайджане прошли президентские выборы. Победу одержал Гейдар Алиев (98,8 % голосов)[101].

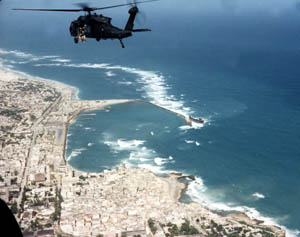
Вертолёт MH-60 «Блэк Хок» (позывной «Супер 64») над побережьем Сомали, один из двух, сбитых 3 октября

- 3—4 октября — сражение в Могадишо между силами специального назначения США и боевиками полевого командира Мохаммеда Айдида. Силы специального назначения США потеряли убитыми 19 солдат, 94 было ранено[102].

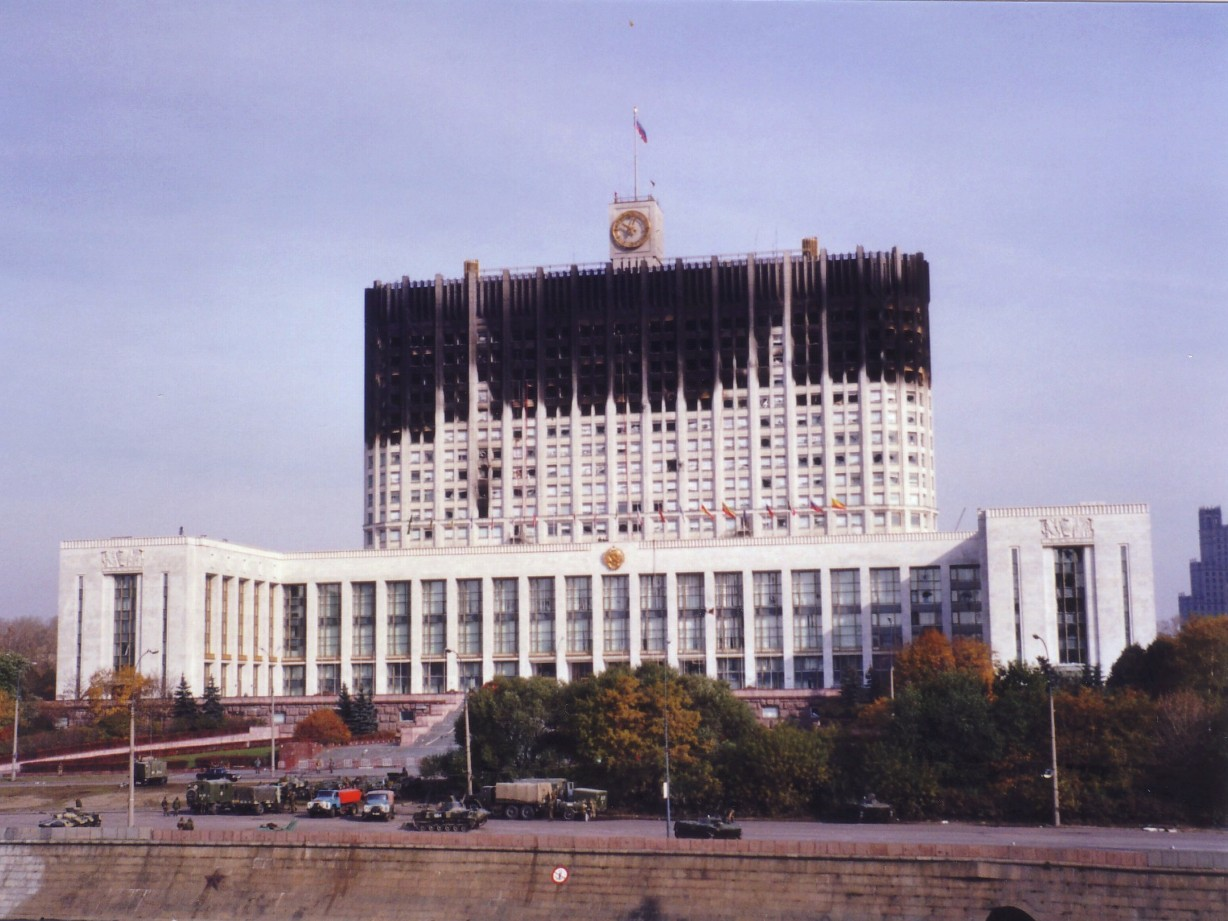
Обгоревший фасад Дома Советов в Москве

- 4 октября — Конституционный кризис в России: Расстрел Белого дома правительственными танками. Обращение Б. Н. Ельцина к гражданам России с оценкой событий в Москве как «заранее спланированного фашистско-коммунистического мятежа». Арест А. В. Руцкого и Р. И. Хасбулатова, а также большинства депутатов, находившихся в Белом Доме (чрезвычайное положение действовало до 18 октября)[2].
- 5 октября:
  - Конституционный кризис в России: Б. Н. Ельцин запретил в России деятельность оппозиционных партий и газет[2];
  - Конституционный кризис в России: Газета «Известия» опубликовала «Письмо сорока двух» — заявление представителей творческой интеллигенции, поддержавших меры президента по подавлению оппозиции[7].
- 6 октября — Парламентские выборы в Пакистане, победа Народной партии (89 из 217 мест в парламенте). 19 октября лидер партии Беназир Бхутто присягнула в качестве премьер-министра[2].
- 7 октября:
  - Пост № 1 в России перенесён от Мавзолея Ленина к могиле Неизвестного солдата[103][104];
  - Румыния вступила в Совет Европы[61].
- 8 октября:
  - Президент Грузии Эдуард Шеварнадзе объявил о вступлении Грузии в СНГ;
  - Международное сообщество отменило санкции против ЮАР[2].
- 8—9 октября — Встреча членов Совета Европы на высшем уровне в Вене.
- 9 октября — Генерал Мохаммед Айдид, лидер Сомалийского национального альянса, ведущего боевые действия в Сомали, объявил о прекращении огня в одностороннем порядке[2].

- 10 октября:

Первый логотип НТВ с 1 ноября 1993 по 10 апреля 1994 года.

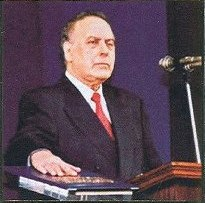
Инаугурация Гейдара Алиева. 10 октября 1993 г.

  - Гейдар Алиев вступил в должность президента Азербайджана (до 31 октября 2003 г.);
  - Начало вещания НТВ в 21:00 (в Санкт-Петербурге)[105];
  - На парламентских выборах в Греции победило Всегреческое социалистическое движение (ПАСОК), получившее 170 мест из 300 в парламенте (вместо 123). Правительство возглавил его лидер Андреас Папандреу;
  - В Жёлтом море близ Кореи был перевёрнут налетевшим шквалом и затонул паром «Seohae»; погибло 292 человека из 362[37][38].
- 14 октября — Первая карабахская война: Совет Безопасности ООН принял резолюцию 874 призывающую к «незамедлительному выполнению взаимных и срочных действий, предусмотренных в согласованном графике Минской группы ОБСЕ, включая вывод сил из недавно оккупированных территорий».
- 18 октября — 58-й старт (STS-58) по программе Спейс Шаттл. 15-й полёт шаттла «Колумбия». Экипаж — Джон Блаха, Ричард Сирфосс, Маргарет Седдон, Уильям МакАртур, Дэвид Вулф, Шеннон Лусид, Мартин Феттман[106].
- 19 октября — правительство Пакистана во второй раз возглавила Беназир Бхутто.
- 20 октября — правительство Голландии запретило продажу марихуаны и гашиша иностранным туристам. Местных граждан это ограничение не коснулось[68].
- 21 октября:
  - Гарри Каспаров нанёс поражение Найджелу Шорту в финале шахматного чемпионата мира;
  - При попытке военного переворота в Бурунди убит президент страны Мельхиор Ндадайе[2]. Начало гражданской войны в стране.
- 22 октября — Сапармурат Ниязов решением Меджлиса (парламента) был провозглашён главой всех туркмен мира. Позже его титул стал называться «Туркменбаши Великий».
- 24 октября — в Лихтенштейне прошли досрочные парламентские выборы. Большинство мест в ландтаге получил Патриотический союз[107].
- 25 октября:
  - Парламентские выборы в Канаде. Победу одержала Либеральная партия (41,24 %, 177 мест из 295 в парламенте)[2];
  - В качестве демократической оппозиции Ельцину был создан избирательный блок «Явлинский — Болдырев — Лукин» (назван журналистами «ЯБЛоко», по первым буквам фамилий лидеров)[108].
- 26 октября:
  - Правительство Российской Федерации принимает решение об отпуске цен на хлеб в Москве. В результате цены выросли почти в три раза (190—200 рублей за батон белого и 220—240 рублей за буханку чёрного хлеба);
  - Катастрофа MD-82 в Фучжоу: пассажирский самолёт McDonnell Douglas MD-82 китайской авиакомпании «China Eastern Airlines» разбился при заходе на посадку. 2 человека погибли, 25 получили ранения[109].
- 28 октября — Московской городской телефонной сетью (МГТС), Deutsche Telecom (DeTeMobil), Siemens и ещё несколькими акционерами была образована МТС (19 ноября получила лицензию на оказание услуг сотовой связи стандарта GSM)[110].
- 29 октября — Директива 93/98/EEC Европейского союза о гармонизации срока действия охраны авторского права и некоторых смежных прав[111].
- 30 октября — Трое боевиков Ассоциации обороны Ольстера открыли огонь в баре во время хэллоуинской вечеринки в местечке Грэйстил, графство Лондондерри, Северная Ирландия. В результате стрельбы погибло восемь гражданских, было ранено тринадцать.
- 31 октября — В ходе референдума была утверждена новая Конституция Перу.
- Конец октября — Серия крупных лесных пожаров на юге штата Калифорния. Уничтожено более 16000 акров (65 квадратных километров) территории и 700 домов. Общий ущерб составил около 1 миллиарда долларов[2].

### Ноябрь
- 1 ноября:
  - Вступил в силу Маастрихтский договор (Договор о Европейском союзе). Европейское экономическое сообщество преобразовано в Европейский союз[2];
  - В Туркменистане в качестве государственной валюты вводится новая денежная единица — манат.
- 2 ноября — Россия и Малави установили дипломатические отношения[112][113].
- 4 ноября 
  - Жан Кретьен принёс присягу в качестве нового премьер-министра Канады (до 12 декабря 2003 г.)[2].
  - При посадке в Гонконгском аэропорту Кайтак самолёт Boeing 747 компании China Airlines выкатился с полосы и упал в море. Из 296 человек, находившихся на борту, 23 получили ранения. Первый случай потери Boeing 747-400.
- 6 ноября — По итогам парламентских выборов в Новой Зеландии Национальная партия во главе с Джимом Болджером осталась у власти, получив 35,05 % голосов и 50 из 99 мест в парламенте[2].
- 8 ноября — В Иордании прошли парламентские выборы (первые с 1956 года в выборах могли участвовать политические партии) Крупнейшей партией парламента стал Фронт исламского действия (при этом большинство мест получили беспартийные кандидаты)[114].
- 9 ноября:
  - Конституционный кризис в России: Вышел указ Президента РФ № 1874 о роспуске Свердловского облсовета, а затем,10 ноября, — указ № 1890 об отстранении от должности его главы Эдуарда Росселя. Все решения по Уральской республике были признаны не имеющими силы[115]. Исполняющим обязанности главы администрации Свердловской области назначен Валерий Трушников, бывший первый заместитель Эдуарда Росселя и председатель правительства Уральской республики. Уральская республика прекратила своё существование;
  - Боснийская война: Войска Хорватского совета обороны разрушили Старый мост в Мостаре.
- 10 ноября — в Киеве возле Софийского собора во время столкновения толпы с милицией задержаны руководители религиозного объединения «Белое братство» Юрий Кривоногов и его жена Мария Цвигун, называвшая себя «пребывающим на Земле Живым Богом Марией Дэви Христос»[116].
- 11 ноября — В Москве состоялась первая встреча председателей Европейского совета и Европейской комиссии с президентом России (в формате «один плюс два»). Эта встреча положила начало регулярному политическому диалогу ЕС и России[117].
- 12 ноября — Первая карабахская война: Совет Безопасности ООН принял резолюцию 884 осудившей оккупацию Зангиланского района и города Горадиз, нападение на гражданское население и бомбардировки территорий Республики Азербайджан и требовавшей вывода оккупационных сил с территории Зангиланского района, Горадиза и других регионов Азербайджанской Республики, оккупированных вооружёнными силами НКР в последнее время.
- 13 ноября — Катастрофа MD-82 под Урумчи. Из 102 человек на борту погибли 12[118].
- 14 ноября — Президентом Пакистана стал Фарук Легари (до 2 декабря 1997 г.)[2].
- 15 ноября:
  - Казахстан покидает рублёвую зону, официальной валютой становится тенге;
  - Около Кермана (Иран) самолёт Ан-124 компании «Magistralnye Avialinii» разбился после того, как кончилось горючее. Все 17 человек на борту погибли[118];
  - Узбекистан ввёл временную денежную единицу — сум-купон.
- 17 ноября:
  - Военный переворот прерывает короткий период гражданского правления в Нигерии. Министр обороны, генерал Сани Абача берёт на себя полномочия главы государства (до 8 июня 1998 года)[2];
  - Палата представителей конгресса США одобрила соглашение о свободной торговле, заключённое с Канадой и Мексикой[2].
- 18 ноября — Парламент Украины ратифицировал, с оговорками, договор СНВ-1.
- 20 ноября — катастрофа Як-42 под Охридом. Погибли 116 человек (крупнейшая авиакатастрофа в истории Македонии)[119].
- 21 ноября — В Экваториальной Гвинее состоялись первые многопартийные выборы. Победу одержала правящая Демократическая партия Экваториальной Гвинеи, получив 68 мест из 80, 8 партий «Оппозиционной платформы» бойкотировали выборы, и заявили что явка составила не более 20 %[120], а не как было заявлено 68,5[121].
- 22 ноября — Армения вводит в обращение свою национальную валюту — драм.
- 23 ноября — В соответствии с распоряжением мэра Москвы восстанавливается исторический герб города (утверждённый в 1781 году).
- 25 ноября — Расстрел в клубе завода «Рязсельмаш» в Рязани. Погибли 8, ранены 9 человек. Организатор расстрела — Слоновская ОПГ[118].
- 26 ноября 
  - Правительство Ирака безоговорочно согласилось с долгосрочным контролем за вооружениями страны в соответствии с резолюцией 715 Совета Безопасности ООН.
  - Столкновение над Оклендом, 4 погибших.
- 28 ноября — по итогам всеобщих выборов Гондурасе победила либеральная партия, её представитель Карлос Рейна избран президентом (53 % голосов).
- 29 ноября — в Молдавии в обращение введена национальная валюта — молдавский лей.

### Декабрь
- 1 декабря
  - На Фолклендских островах обнаружены запасы нефти[2].
  - Под Хиббингом, штат Миннесота потерпел крушение самолёт Jetstream 31 компании Northwest Airlink, погибли 18 человек.
- 2 декабря:
  - 59-й старт (STS-61) по программе Спейс Шаттл. 5-й полёт шаттла «Индевор». Экипаж — Ричард Кови, Кеннет Бауэрсокс, Кэтрин Торнтон, Клод Николье (Швейцария), Джеффри Хоффман, Стори Масгрейв, Томас Эйкерс. Экспедиция по обслуживанию и ремонту телескопа «Хаббл»[122];
  - В Колумбии полицией застрелен Пабло Эскобар, глава Медельинского картеля производителей наркотиков[2].
- 3 декабря — Грузия ратифицировала протокол к Соглашению о создании СНГ.
- 5 декабря:
  - Омар Бонго в 4-й раз переизбран президентом Габона;
  - в Венесуэле прошли президентские и парламентские выборы[123]. Президентом во второй раз стал Рафаэль Кальдера от христианско-демократической партии «Национальная конвергенция», который получил 30,5 % голосов[124]. Демократическое действие, хоть и потеряло около трети мест в Национальном конгрессе, тем не менее осталась крупнейшей партией в Палате депутатов и Сенате[125]. Явка избирателей составила рекордно низкие 60,2 %, самый низкий показатель начиная со Второй мировой войны[126].
- 7 декабря:
  - Для подготовки выборов в ЮАР сформирован многорасовый Переходный исполнительный совет, которому приданы функции правительства[2].
  - Массовое убийство на железной дороге Лонг-Айленда: Колин Фергюсон застрелил из пистолета 6-х и ранил 19 пассажиров пригородного поезда «Long Island Rail Road» (17 февраля 1995 года был приговорён к 315 годам и 8 месяцам заключения)[127];
  - Анри Конан Бедье стал главой Кот-д’Ивуара вместо умершего 7 декабря Феликса Уфуэ-Буаньи, первого ивуарийского президента.
- 9 декабря:
  - Президент Грузии Эдуард Шеварднадзе подписал документы о вступлении Грузии в СНГ;
  - ООН отменила нефтяное эмбарго в отношении ЮАР.

- 11 декабря:

Флаг Российской Федерации с 11 декабря 1993 г.

  - Президентом Чили избран представитель Христианско-демократической партии Эдуардо Фрей Руис-Тагле (вступил в должность 11 марта 1994 г.) (до 11 марта 2000 г.)[2];
  - Президент России Б. Н. Ельцин подписал указ № 2126 «О Государственном флаге Российской Федерации»[128].
- 12 декабря:
  - Конституционный кризис в России: Большинством голосов была принята новая Конституция Российской Федерации. Состоялись выборы в Совет Федерации и Государственную думу I созыва — новый законодательный орган Российской Федерации; больше всех голосов получает националистическая Либерально-демократическая партия Владимира Жириновского (22,92 %), однако крупнейшей стала фракция «Выбор России» (76 депутатов)[2][129];
  - Скончался премьер-министр Венгрии Йожеф Анталл. Правительство страны возглавил Петер Борош.
- 13 декабря — Казахстан принял решение о присоединении к Договору о нераспространении ядерного оружия в качестве неядерного государства.
- 14 декабря:
  - Азербайджан становится членом СНГ (дата ратификации Устава СНГ);
  - Апас Джумагулов стал премьер-министром Кыргызстана.
  - Народный депутат Верховного Совета Республики Беларусь Александр Лукашенко, возглавлявший комиссию по борьбе с коррупцией, выступает в парламенте с антикоррупционным докладом в котором обвиняет председателя ВС и главу правительства в коррупции. Результатом становится отставка Станислава Шушкевича с поста председателя ВС Беларуси 26 января следующего года.
- 15 декабря:
  - Марио Фрик стал премьер-министром Лихтенштейна;
  - «Декларация Даунинг-Стрит» устанавливает принципы мирных переговоров по Северной Ирландии.
- 17 декабря — Ли Хвечхан назначен премьер-министром Южной Кореи.
- 19 декабря — На досрочных парламентских выборах в Сербии победу одержала правящая Социалистическая партия Сербии Слободана Милошевича (36,65 %, 123 из 250 мест в парламенте).
- 20 декабря — Первая карабахская война: Генеральная Ассамблея ООН приняла резолюцию 48114 озаглавленную «Чрезвычайная международная помощь беженцам и перемещённым лицам в Азербайджане».

Флаг Черногории с 21 декабря 1993 года (действовал до 12 июля 2004 года)

- 21 декабря — утверждён флаг Черногории (действовал до 12 июля 2004 года).
- 22 декабря — Парламент ЮАР принял Конституцию переходного периода, предусматривающую равноправие рас.
- 23 декабря — Захват группы детей в Ростове-на-Дону бандой уголовников (бандиты задержаны 27 декабря)[130].
- 25 декабря — вступила в силу новая Конституция Российской Федерации, принятая на всероссийском референдуме 12 декабря.
- 26 декабря — Катастрофа Ан-26 в Гюмри: грузовой самолёт Ан-26Б российской авиакомпании «Авиалинии Кубани» разбился при посадке в аэропорту Ленинакан города Гюмри (Армения). 35 человек погибли[131].
- 29 декабря — вступила в силу Конвенция о биологическом разнообразии.
- 30 декабря — Израиль и Ватикан установили дипломатические отношения.
- 31 декабря: 
  - В Москве совершён поджог синагоги в Марьиной Роще, ответственность за которого взяло ультраправое Русское национальное единство;
  - Со смертью бывшего президента Звиада Гамсахурдия окончательно прекращена гражданская война в Грузии.
- Декабрь — Обанкротилась британская компания по производству электротехнического оборудования Ferranti[132].

### Без точных дат

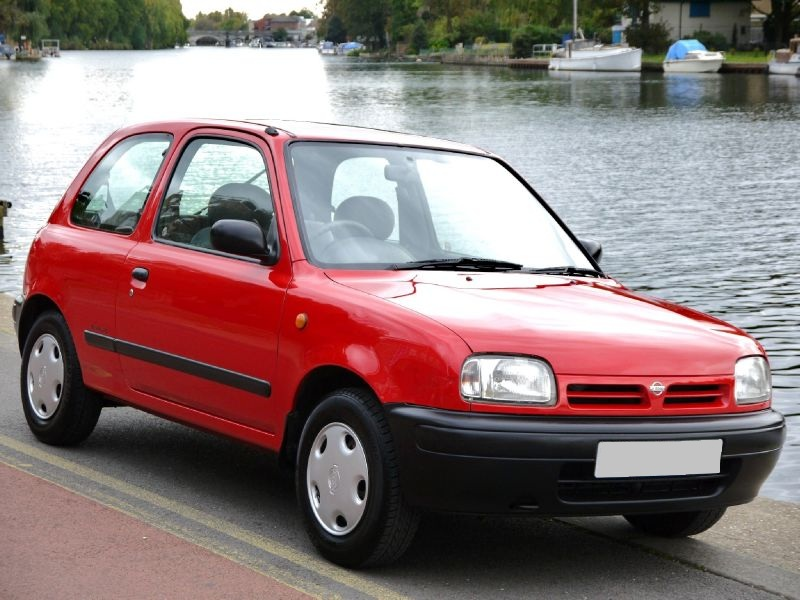
Nissan Micra — автомобиль года в Европе.

- Обнаружен старинный Здудичский каменный крест.
- Серия наводнений в юго-восточной Азии (Бангладеш, Индия, Непал). Погибло более 4 тысяч человек.
- Обладателем награды Европейский автомобиль года (англ. European Car of the Year) стал Nissan Micra.
- Фирма Intel выпустила 64-разрядный микропроцессор Pentium, который состоял из 3,1 млн транзисторов и мог выполнять 112 млн операций в секунду.
- Появился формат сжатия видео MPEG.
- Японская компании «Nichia» начала промышленный выпуск синих светодиодов[133].

### Продолжающиеся события
- Гражданская война в Бирме
- Гражданская война в Гватемале
- Гражданская война в Анголе
- Война в Восточном Тиморе
- Ачехский конфликт
- Вторая гражданская война в Судане
- Гражданская война на Шри-Ланке
- Турецко-курдский конфликт
- Арабо-израильский конфликт
- Первая карабахская война
- Гражданская война в Сомали
- Первая гражданская война в Либерии
- Гражданская война в Афганистане
- Конфликт в Индийском Кашмире
- Грузино-южноосетинский конфликт
- Война в Хорватии
- Война в Боснии и Герцеговине
- Гражданская война в Таджикистане

## Совет Безопасности ООН
Непостоянными членами Совета Безопасности ООН в 1993 г. были:
- Кабо-Верде.
- Марокко.
- Джибути.
- Япония.
- Пакистан.
- Венесуэла.
- Бразилия.
- Новая Зеландия.
- Испания.
- Венгрия.

## Спорт
Чемпионами Европы и мира в игровых видах спорта стали:
- Чемпионом мира по хоккею стала сборная России.
- Чемпионом Европы по баскетболу среди мужчин стала сборная Германии.
- Чемпионом Европы по баскетболу среди женщин стала сборная Испании.
- Чемпионом Европы по волейболу среди мужчин стала сборная Италии.
- Чемпионом Европы по волейболу среди женщин стала сборная России.

### НХЛиНБА
- Обладателем Кубка Стэнли стал клуб Монреаль Канадиенс.
- Чемпионом НБА стал клуб Чикаго Буллз.

### Теннис
Чемпионами турниров из серии «Большого шлема» стали:
- Australian Open: Джим Курье у мужчин и Моника Селеш у женщин.
- Roland Garros: Серхи Бругера у мужчин и Штеффи Граф у женщин.
- Wimbledon: Пит Сампрас у мужчин и Штеффи Граф у женщин.
- US Open: Пит Сампрас у мужчин и Штеффи Граф у женщин.
- Обладателем Кубка Дэвиса стала сборная Германии.
- Обладателем Кубка Федерации стала сборная Испании.

### Велоспорт
Чемпионами гранд-туров стали:
- Джиро д’Италия: Мигель Индурайн.
- Тур де Франс: Мигель Индурайн.
- Вуэльта Испании: Тони Ромингер.

### Формула-1
- Чемпионом мира по автогонкам в классе машин Формула-1 стал Ален Прост (Williams)
- Обладателем кубка конструкторов стала команда Williams

### Футбол
См. также: 1993 год в футболе
- Чемпионом России по футболу стал московский «Спартак».
- Чемпионом Англии по футболу стал «Манчестер Юнайтед».
- Чемпионами Аргентины по футболу стали «Велес Сарсфилд» (Буэнос-Айрес) (Клаусура) и «Ривер Плейт» (Буэнос-Айрес) (Апертура).
- Чемпионом Бразилии по футболу стал «Палмейрас» из Сан-Паулу.
- Чемпионом Германии по футболу стал «Вердер».
- Чемпионом Италии по футболу стал «Милан».
- Чемпионом Испании по футболу стала каталонская «Барселона».
- Чемпионом Нидерландов по футболу стал «Фейеноорд».
- Чемпионом Португалии по футболу стал «Порту».
- Чемпионом Украины по футболу стало киевское «Динамо».
- Чемпионом Уругвая по футболу стал «Пеньяроль».
- Чемпионом Франции по футболу стал «Олимпик Марсель»[134].
- Лигу чемпионов УЕФА выиграл французский «Олимпик Марсель».
- Кубок обладателей Кубков выиграла итальянская «Парма».
- Кубок УЕФА выиграл итальянский Ювентус.
- Кубок Либертадорес и Межконтинентальный Кубок выиграл бразильский «Сан-Паулу».

## Эмблемы пилотируемых космических миссий
Ниже приведены эмблемы пилотируемых космических миссий, осуществлённых в 1993 г.
| STS-54     | Союз ТМ-16 | STS-56 | STS-55 | STS-57 |
| Союз ТМ-17 | STS-51     | STS-58 | STS-61 |        |

## Родились
См. также: Категория:Родившиеся в 1993 году

### Январь
- 1 января — Джон Фланаган, английский футболист, защитник.
- 2 января — Аглая Шиловская, российская актриса театра и кино, певица.
- 7 января — Ян Облак, словенский футболист, вратарь клуба «Атлетико» и сборной Словении.
- 12 января
  - Зейн Малик, английский певец, участник группы «One Direction»;
  - До Кёнсу, южнокорейский певец и актёр, участник группы EXO.
- 15 января — Ксения Лукьянчикова, российская актриса театра и кино.
- 21 января — Алексей Василевский, российский хоккеист, защитник.
- 28 января — Уилл Поултер, британский актёр кино.

### Февраль
- 12 февраля — Дженнифер Стоун, американская актриса театра, кино и озвучивания.
- 19 февраля
  - Мауро Икарди, аргентинский футболист итальянского происхождения;
  - Виктория Джастис, актриса кино, телевидения и озвучивания, певица и модель.
- 28 февраля — Эммили де Форест, датская певица, победительница конкурса песни Евровидение 2013.

### Март
- 1 марта:
  - Джош Макэкран, английский футболист;
  - Мария Фомина, российская актриса театра и кино, модель.
- 2 марта — Мария Яремчук, украинская эстрадная певица.
- 3 марта — Антонио Рюдигер, немецкий футболист сьерра-леонского происхождения.
- 9 марта — Мин Юнги, южнокорейский рэпер, участник бойз-бенда BTS.
- 15 марта — Поль Погба, французский футболист гвинейского происхождения, полузащитник.
- 16 марта — Dava, российский хип-хоп и рэп-исполнитель, видеоблогер.
- 26 марта — Анастасия Кожевникова, украинская певица, бывшая солистка группы «ВИА Гра».

### Апрель
- 14 апреля — Джозефин Скрайвер, датская топ-модель.
- 15 апреля — Мэйделин Мартин, американская актриса.
- 16 апреля — Мирай Нагасу, американская фигуристка, выступающая в одиночном разряде.
- 25 апреля — Рафаэль Варан, французский футболист.
- 28 апреля — Тара Кейн, американская фигуристка выступающая в парном катании, континентальная чемпионка (2018 год).

### Май
- 6 мая: 
  - Наоми Скотт, английская актриса, певица и музыкант;
  - Ромелу Лукаку, бельгийский футболист конголезского происхождения;
- 9 мая — Рёсукэ Ямада, японский певец, актёр, автор песен, участник группы Hey! Say! JUMP
- 10 мая — Хелстон Сейдж, американская актриса кино, телевидения и модель.
- 13 мая — Дебби Райан, американская актриса и певица.
- 14 мая — Миранда Косгроув, американская актриса.
- 16 мая — IU, южнокорейская певица и актриса.
- 18 мая — Alekseev, украинский певец.

### Июнь
- 21 июня — Шена Шульгина, российская актриса, певица и телеведущая.
- 22 июня — Дарья Дмитриева, российская гимнастка (художественная гимнастика).
- 26 июня — Ариана Гранде, американская актриса, певица, модель.

### Июль
- 3 июля — Керем Демирбай, турецко-немецкий футболист.
- 16 июля — Анна Ризатдинова, украинская гимнастка, бронзовый призёр Олимпиады в Рио-де-Жанейро (2016).
- 26 июля
  - Элизабет Гиллис, американская актриса, певица и танцовщица;
  - Тейлор Момсен, американская актриса, певица и модель.
- 28 июля
  - Шер Ллойд, английская певица, модель, актриса;
  - Харри Кейн, английский футболист, нападающий.
- 29 июля — Илья Кутепов, российский футболист, защитник.
- 30 июля — Андре Гомиш, португальский футболистЮ полузащитник.

### Август
- 6 августа — Амин Юнес, немецкий футболист, нападающий.
- 15 августа — Александр Марк Дэвид Окслейд-Чемберлен, полузащитник сборной Англии по футболу.
- 17 августа
  - Эдерсон, бразильский футболист, вратарь.
  - Mary Gu, российская певица и блогер.
- 22 августа — Лаура Дальмайер, немецкая биатлонистка
- 29 августа — Лиам Пейн, английский певец, участник группы «One Direction».

### Сентябрь
- 1 сентября — Марио Лемина, французский футболист габонского происхождения, полузащитник.
- 4 сентября — Янник Феррейра Карраско, бельгийский футболист, полузащитник клуба «Атлетико Мадрид» и сборной Бельгии.
- 13 сентября — Найл Хоран, ирландский певец, участник группы «One Direction».
- 18 сентября — Патрик Шварценеггер, американский актёр, фотомодель и предприниматель, сын Арнольда Шварценеггера.
- 20 сентября — Юлиан Дракслер, немецкий футболист, полузащитник.

### Октябрь
- 2 октября — Миши Батшуайи, бельгийский футболист конголезского происхождения, нападающий сборной Бельгии.
- 7 октября — Жан-Люк Бейкер, американский фигурист выступающий в танцах на льду, континентальный чемпион (2018 год).
- 8 октября — Барбара Палвин, венгерская модель.
- 11 октября — Полина Чернышова, российская актриса театра и кино.
- 12 октября — Мурат Гассиев, российский боксёр-профессионал.
- 13 октября — Тиффани Трамп, американская певица и модель, дочь президента США Дональда Трампа.
- 20 октября — София Никитчук, фотомодель, актриса, победительница конкурса красоты «Мисс Россия 2015».
- 21 октября - Käärijä, финский рэпер.

### Ноябрь
- 14 ноября — Самюэль Умтити, французский футболист камерунского происхождения, защитник.
- 15 ноября — Пауло Дибала, аргентинский футболист польского происхождения, нападающий.
- 21 ноября — Георгий Джикия, российский футболист грузинского происхождения.
- 22 ноября — Адель Экзаркопулос, французская актриса.
- 30 ноября — Феликс де Лат, бельгийский музыкальный продюсер и диджей.

### Декабрь
- 5 декабря — Росс Баркли, английский футболист, хавбек сборной Англии.
- 8 декабря — Анна-София Робб, американская актриса.
- 20 декабря — Андреа Белотти, итальянский футболист.
- 22 декабря — Меган Трейнор, американская певица, автор-исполнитель и продюсер.

## Персоны года
Человек года по версии журнала Time — «Миротворцы» (Ясир Арафат, Фредерик де Клерк, Нельсон Мандела и Ицхак Рабин).

## Нобелевские премии
- Физика — Рассел Халс и Джозеф Тейлор мл. — «За открытие нового типа пульсаров, давшее новые возможности в изучении гравитации».
- Химия — Кэри Муллис — «За изобретение метода полимеразной цепной реакции», Майкл Смит — «За фундаментальный вклад в установлении олигонуклеотидно-базированного, локально-ориентированного мутагенеза и его развитие для изучения белков».
- Медицина и физиология — Ричард Робертс, Филлип Шарп — «За открытие, независимо друг от друга, прерывистой структуры гена».
- Экономика — Роберт Фогель, Дуглас Норт — «За новое исследование экономической истории с помощью экономической теории и количественных методов для объяснения экономических и институциональных изменений».
- Литература — Тони Моррисон — «Которая в своих полных мечты и поэзии романах оживила важный аспект американской реальности».
- Премия мира — Нельсон Мандела, Фредерик Виллем де Клерк — «За их работу над мирным окончанием режима апартеида, и за подготовку основы для новой демократии в Южной Африке».

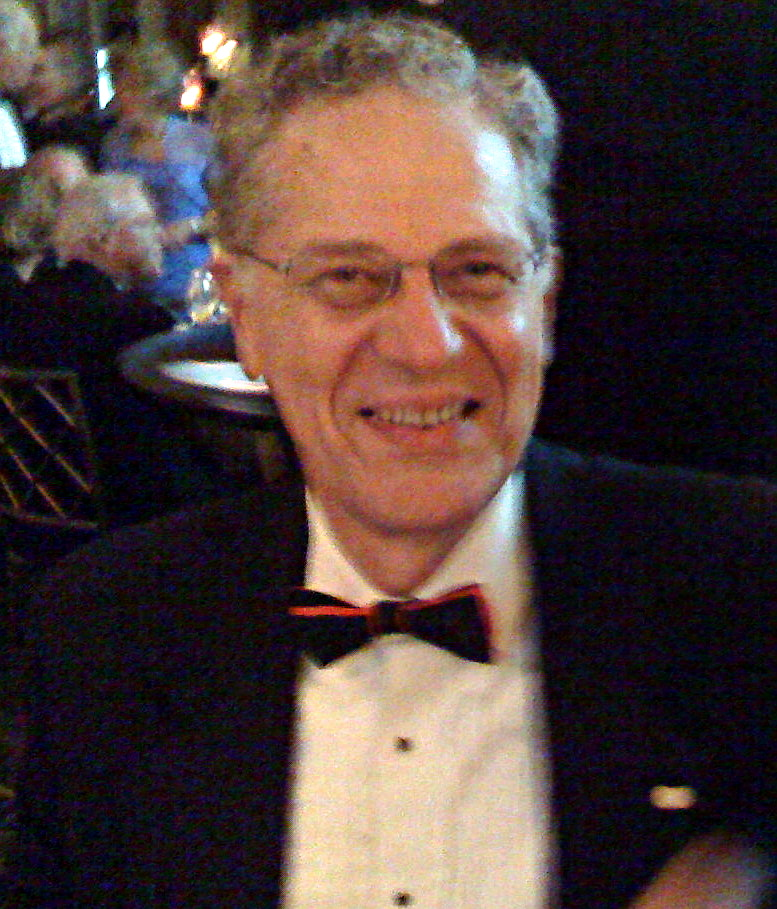
Джозеф Тейлор-младший
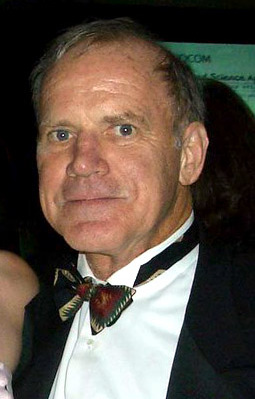
Кэри Муллис
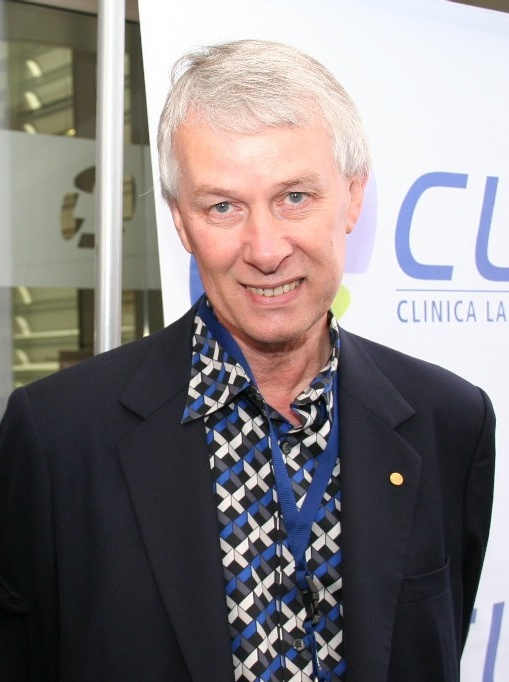
Ричард Робертс
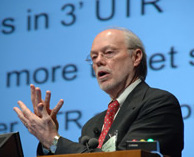
Филлип Шарп
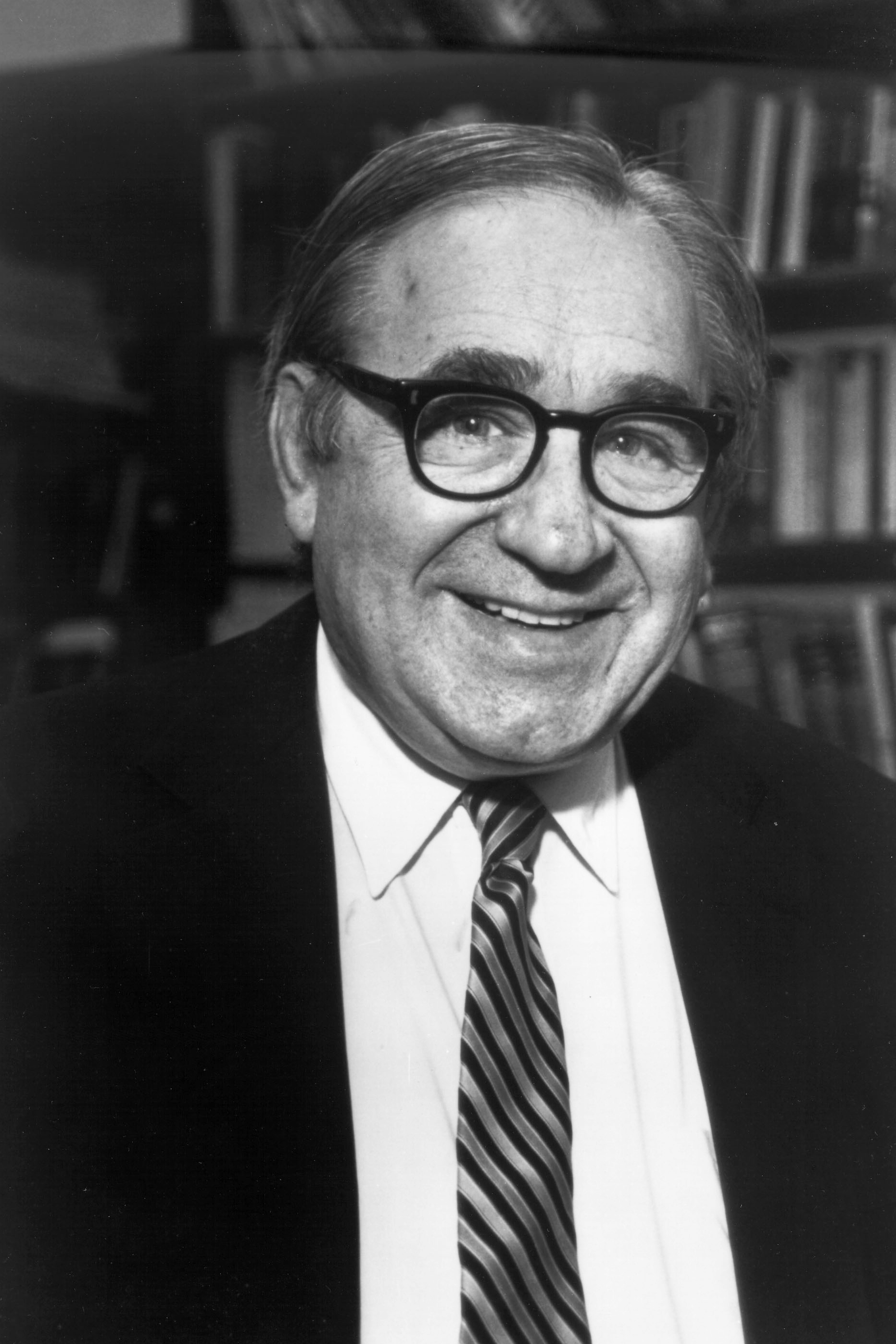
Роберт Фогель
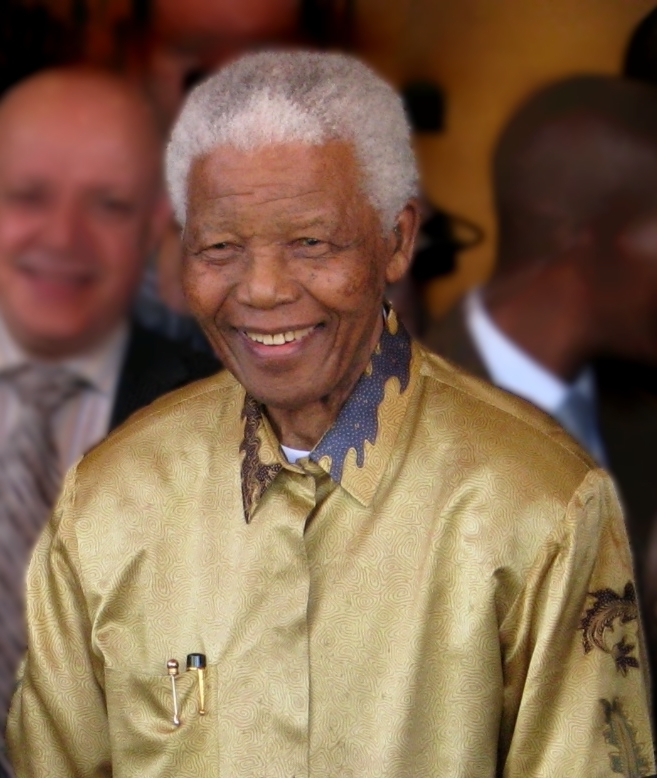
Нельсон Мандела
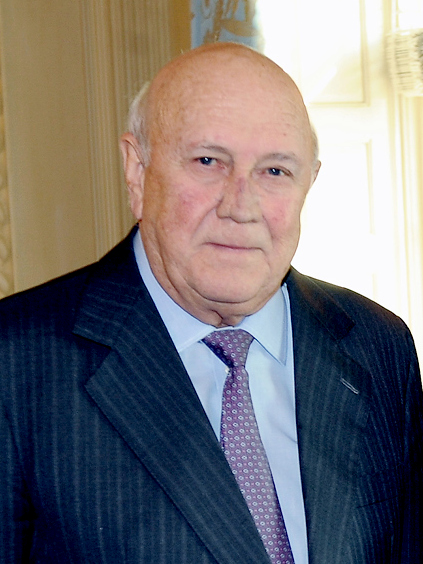
Фредерик Виллем де Клерк